# Guanandi
O guanandi ou jacareúba (Calophyllum brasiliense Cambess.) é uma árvore brasileira da família Calophyllaceae (antigamente era classificada como Clusiaceae ou  Guttiferae).

## Nomes populares
Outros nomes populares em português: casca-d'anta, cedro-do-pântano, cedro-do-mangue, galandim, guanambi, guanambi-carvalho, guanambi-cedro, guanambi-landim, guanambi-de-leite, guanambi-vermelho, golandim,  guanandi (sudeste do Brasil), guanandi-amarelo, guanandi-do-brejo, guanandi-carvalho, guanandi-cedro, guanandi-da-praia, guanandi-jaca, guanandi-landim, guanandi-landium, guanandi-lombriga, guanandi-piolho, guanandi-poca, guanandirana, guanandi-rosa, guanandi-vermelho, guanantim, gulande, gulande-carvalho, gulandi, gulandi-carvalho, gulandin, gulandium, gulanvin-cavalo, iarairandira, inglês, irá-iandi, jacareaba, jacareíba, jacareúba (Amazônia), jacareúba-guanadilandium, jacareúba-guanani, jacare-uba, jacarioba, jacariúba, jacurandi, landi, landi-carvalho, landi-do-brejo, landi-jacareíba, landim (Amazônia), landim-do-brejo, landim-jacareúba, landinho, landium, landium-do-brejo, landium-jacareíba, lantim, maria, oanandi, oanandim, olandi, olandi-carvalho, olandim, olando-carvalho, pau-de-azeite, pau-de-maria, pau-de-santa-maria, pau-sândalo, pindaíba, pindaíva, santa-maria, uaiandi, uá-iandi, uáiandi, urandi.

## Características
Altura de 20 a 30 m, tronco com diâmetro entre 40 e 60 cm, copa arredondada.
Segundo o Engº. Lorisval Tenório de Vasconcelos, há dois tipos de troncos de árvores de C. brasiliense em populações no Estado de São Paulo, com casca e cor da madeira diferentes.. O tronco segrega látex amarelo e pegajoso, que demora a sair.

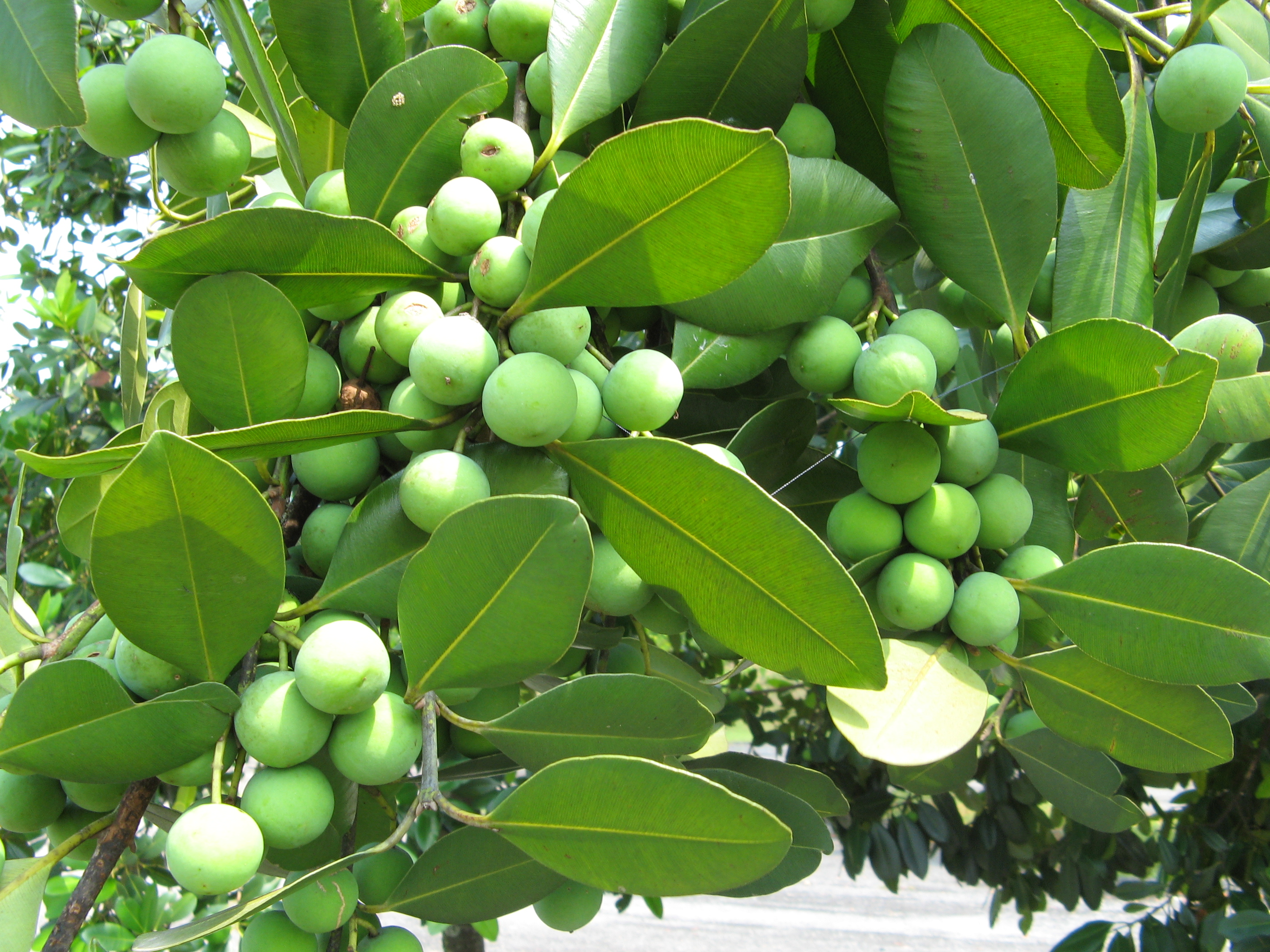
Folhas e frutos do guanandi em São Paulo-SP

Folhas opostas e simétricas, de duas em duas nas muito jovens, de quatro em quatro nas adultas. Folhas glabras, coriáceas, 10–13 cm de comprimento, 5-6 de largura.
Flores brancas, inflorescência em cacho. Há plantas com flores bissexuadas e plantas apenas com flores masculinas, mas a expressão do sexo de um indivíduo é instável. É capaz de mudar de sexo - árvores exclusivamente masculinas podem passar a produzir flores hermafroditas.

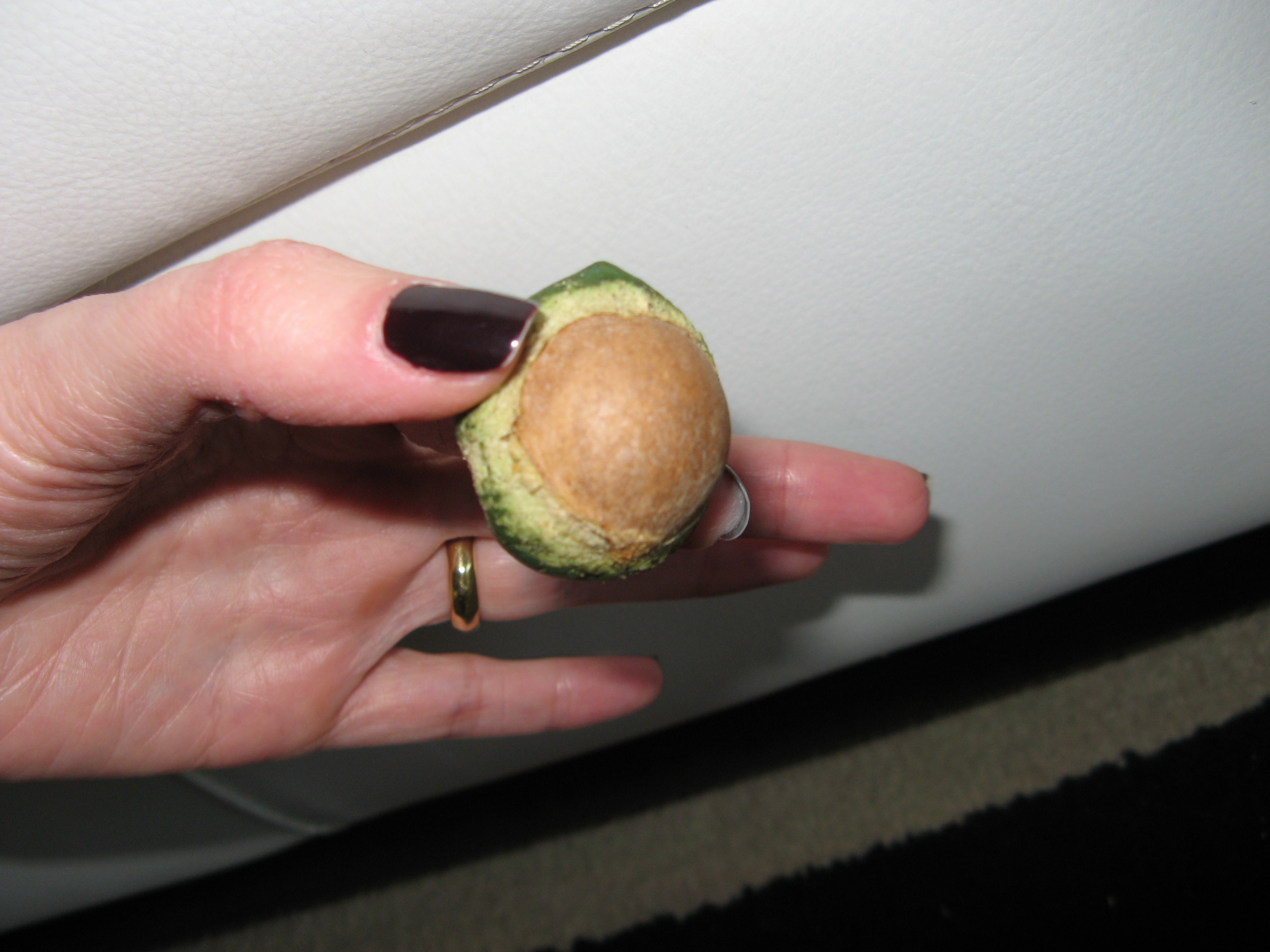
Fruto maduro saudável do guanandi com a semente aparente

O fruto é drupa globosa, de polpa oleaginosa.

## Ocorrência
Ocorre entre 0 e 1200 metros de altitude.
Distribuição neotropical: México, Panamá, Bolívia, Colômbia, Equador, Guiana Francesa, Guiana, Peru, Paraguai, Suriname, Venezuela.
No Brasil: Amazonas, Pará, Roraima, Goiás, Mato Grosso, Mato Grosso do Sul, Distrito Federal, Paraíba, Pernambuco, Bahia, Espírito Santo, Minas Gerais, Rio de Janeiro, São Paulo, Paraná, Santa Catarina.
No estado de São Paulo, consta da lista de espécies ameaçadas de extinção, na categoria quase ameaçada (NT).
É encontrada nos biomas brasileiros Amazônia (brejos e campos alagados), Cerrado (cerradão até campo sujo) e Mata Atlântica (florestas estacionais semidecíduas e ombrófilas densas atlânticas).
Adapta-se a terrenos onde outras espécies encontram dificuldade, mesmo terras pobres, pedregosas, rasas ou sujeitas a inundações. Fotos de guanandi foram tiradas em Curaçao, nas Antilhas Holandesas (Caribe) próximo à costa venezuelana, onde o índice pluviométrico aproxima-se de zero. Ou seja, é uma espécie com tamanha capacidade germinativa que é a única árvore de madeira de qualidade do mundo capaz de crescer embaixo d´água, e também das poucas que conseguem conviver com cactus em clima desértico. Um fruto de guanandi pode atravessar, boiando, o Atlântico, a partir da costa brasileira, e sua semente é capaz de germinar, após isso, em solo africano.

## Ecologia
Árvore perenifólia, heliófita ou de luz difusa, característica de florestas pluviais de solos úmidos e de brejos. Ocorre tanto na floresta primária quanto em vários estágios da sucessão, como capoeiras. Chega a crescer dentro da água e até em mangues.
De dispersão ampla mas descontínua, às vezes forma agrupamentos de população pura. 

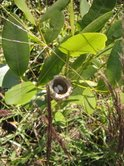
Árvore de guanandi plantada em Mocóca-SP, com apenas dois anos, já recebe ninho de beija-flores

Floresce de setembro a novembro, os frutos amadurecem entre abril e junho. Sua dispersão ocorre por hidrocoria (levada pelas águas), ou como alimento de alguns veados, macacos, peixes e, principalmente, por morcegos.
As sementes apresentam dormência por substância inibidora, sem tratamento podem demorar seis meses para brotar.

## Usos
A madeira é usada para fabricar canoas, mastros de navios, vigas para construção civil, assoalhos, marcenaria e carpintaria. 
Faz parte do primeiro grupo de madeiras consideradas como madeira de lei, no período imperial, lei de 7 de janeiro de 1835; já em 1810 um decreto determinava exclusivo da corôa o seu corte. Foi muito utilizada na construção de navios das frotas portuguesa e inglesa. As madeiras de lei brasileiras foram parte importante no interesse inglês de firmar parceria comercial com Portugal, o que propiciou a vinda da família real portuguesa ao Brasil; imputrecível e muito mais leves que o carvalho europeu, madeiras de lei de árvores brasileiras, muito comuns no litoral brasileiro na época, como o guanandi e o mogno, absorviam as balas de canhão sem sofrer danos a estrutura dos navios que as utilizaram em sua construção. 

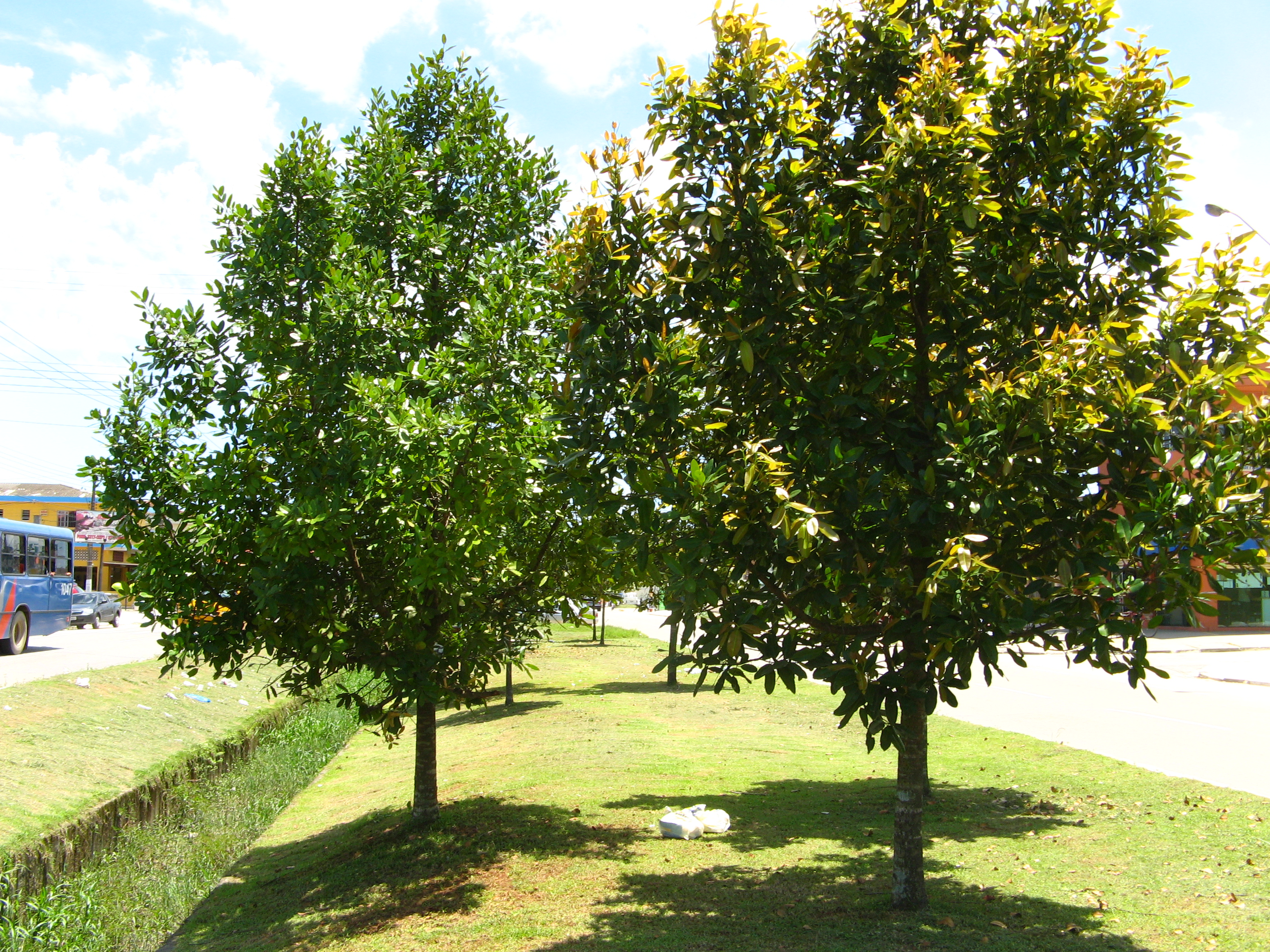
Avenida com paisagismo em guanandis. Bertioga-SP

A árvore, ornamental, é usada no paisagismo urbano.
Os frutos são consumidos por várias espécies da fauna.
No campo medicinal, o látex da casca é usado na medicina popular sob o nome bálsamo de landim contra úlceras do gado.
Suas casca e folhas começam a ser testadas para doenças como reumatismo. Ao bálsamo de landim (óleo de Maria nos países hispânicos) são atribuídos uma série de usos medicinais, sendo o efeito cicatrizante o mais conhecido.  
Pesquisas apontam o efeito de componentes de suas folhas contra o HIV, vírus da AIDS.
Além dos usos citados também pode ser usado como biocombustível (ainda em fase de testes), sendo o guanandi um fornecedor deste com eficiência próxima à de culturas vegetais menos importantes, como a mamona.
O mel produzido por abelhas em flores de guanandi é de primeiríssima qualidade.

### Madeira

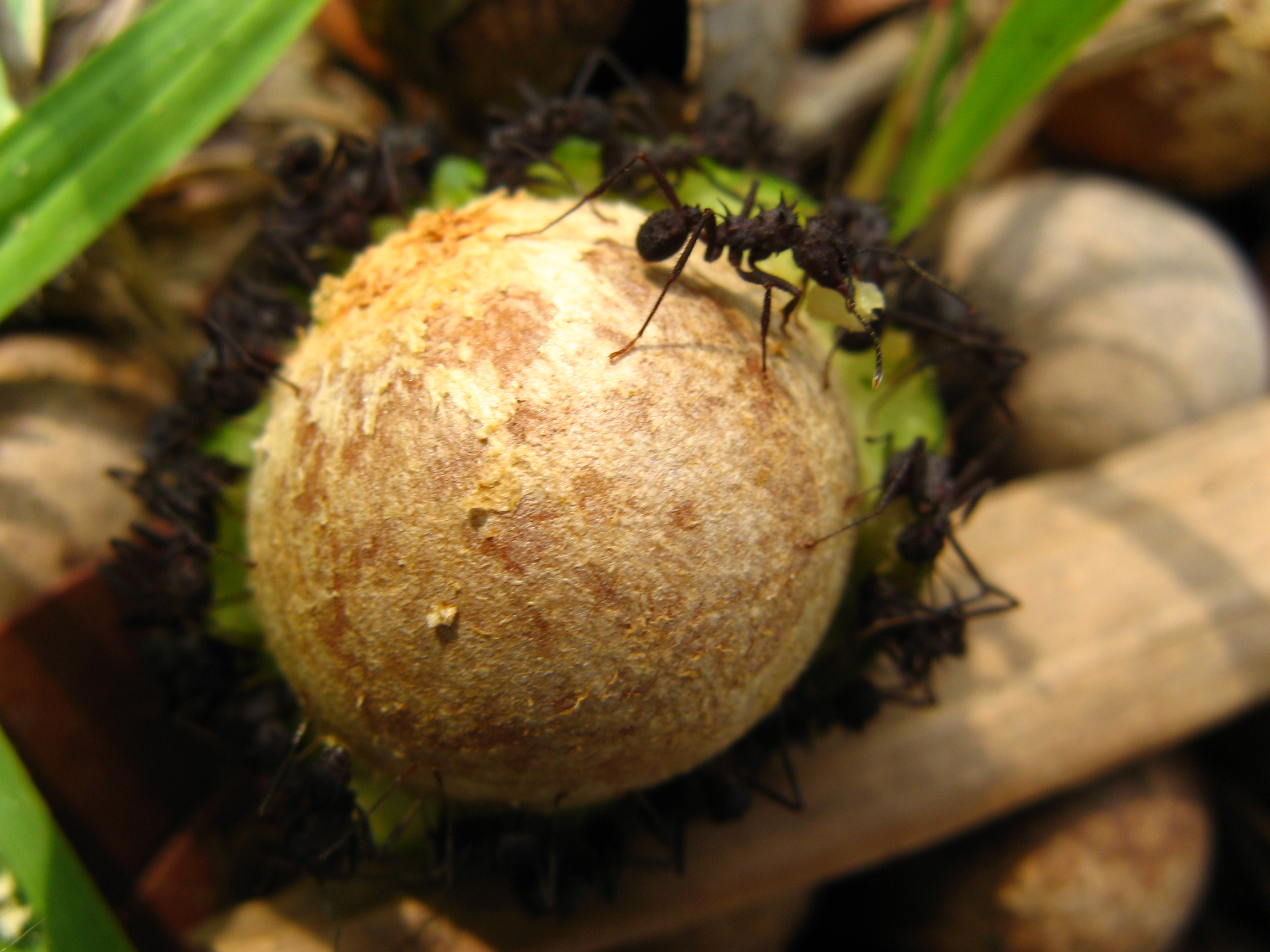
formigas despolpando fruto

Os nomes comerciais mais comuns da madeira da árvore são:
- jacareúba - em tupi: casca de jacaré por seu caule assemelhar-se à pele do réptil,
- guanandi,
- Santa-Maria.

O uso sustentável de sua madeira, considerada tão bonita, resistente, imputrecível e trabalhável quanto as do mogno e do cedro, é  excelente alternativa ao uso predatório de árvores nativas de espécies ameaçadas. Guanandis plantados, especialmente em fazendas que obedecem formatações não agressivas à natureza, não sofrem ataques de pragas como a lagarta Hypsipyla grandella Zeller, também conhecido como Broca das Meliáceas. A mariposa desta espécie deposita seus ovos nos fustes de plantios adensados de Mogno, cedro brasileiro (Cedrela) ou Acaiacá e a Andiroba.
O corte de um único mogno na Amazônia chega a provocar a derrubada de até 30 outras árvores, dado que esta espécie, ao contrário de árvores que conseguem estabelecer florestas puras, (como é o caso do guanandis), não ocorrem em agrupamentos; assim, para derrubar e arrastar um valioso Mogno nativo, costuma-se derrubar toda a vida vegetal em volta deste. A substituição deste ciclo predatório diminui a destruição das florestas (e consequentemente evitam aquecimento global a longo prazo).
Muitos compradores europeus, japoneses e americanos já aceitam pagar mais caro por madeira de reflorestamento, fazendo surgir assim algumas plantações comerciais de guanandi pelo país. Essas plantações mostram-se uma boa alternativa à derrubada ilegal de madeira na região amazônica, porque podem ser colhidas a qualquer momento, sendo assim um bom negócio para a fauna e flora local, além dos investidores.
O sistema radicular do guanandi recupera e fertiliza os solos onde é plantado, ao contrário de algumas outras espécies muito utilizadas. As madeiras de árvores como estas, plantadas e legalmente cortadas, beneficiadas e exportadas, serão importantes itens de receita entre as commodities brasileiras; a exploração da madeira de lei hoje, infelizmente, é quase na totalidade feita de maneira predatória e ilegal. Arrecada bilhões de dólares, dinheiro que não fica no Brasil, não fixa e não especializa mão de obra, não desenvolve ciência e não recolhe impostos.
O guanandi já vem sendo plantado comercialmente com muito sucesso nos litorais de Santa Catarina e Bahia (Una), bem como nas regiões do interior de São Paulo, em cidades como Mococa e Garça, apesar da menor incidência de chuvas.
O retorno financeiro da cultura do guanandi é muito alto, facilmente percebido quando se sabe que, apesar de ter custos de plantio não muito superiores aos do pinus e do eucalipto, seu preço para corte ultrapassa em muitas vezes o destas madeiras de árvores não brasileiras. Ao contrário da badalada teca indiana, o guanandi aceita o clima mais rigoroso do sul e sudeste brasileiros, bem como se adapta muito bem à declividade e é muito menos exigente em relação à qualidade de solos.
Sendo árvore nativa brasileira, as áreas reflorestadas já estão reaproximando a fauna local, como demonstram os ninhos de pássaros que já escolheram árvore para nidificar; foram fotografados na árvore insetos, lagartos, enorme quantidade de besouros e borboletas, vespas e abelhas.
Fotos abaixo mostram uma enorme diversidade vegetal e animal convivendo com o guanandi.

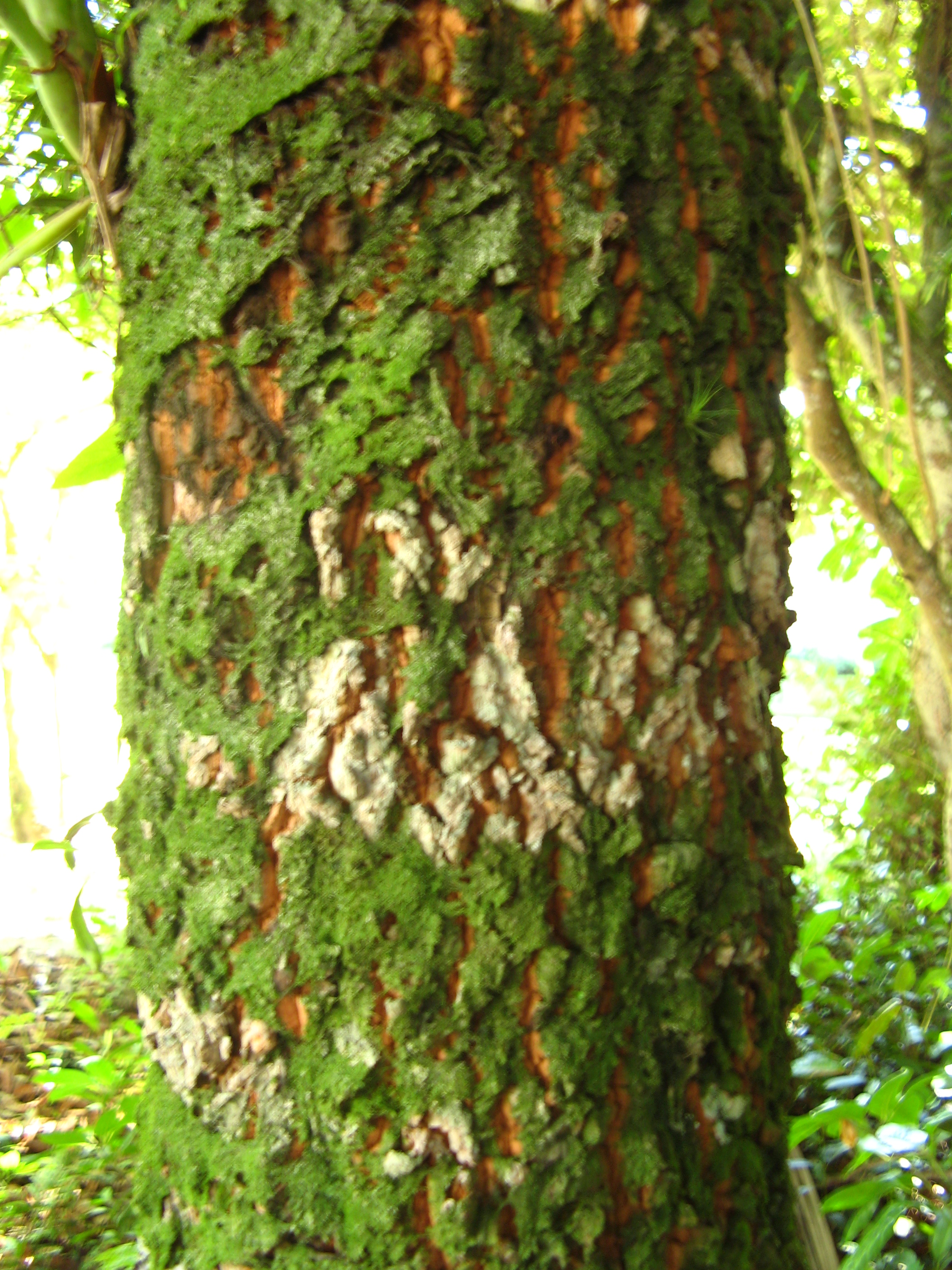
Casca de um guanandi; entre o musgo, percebe-se a cor da madeira, bege-rosada. Bertioga-SP
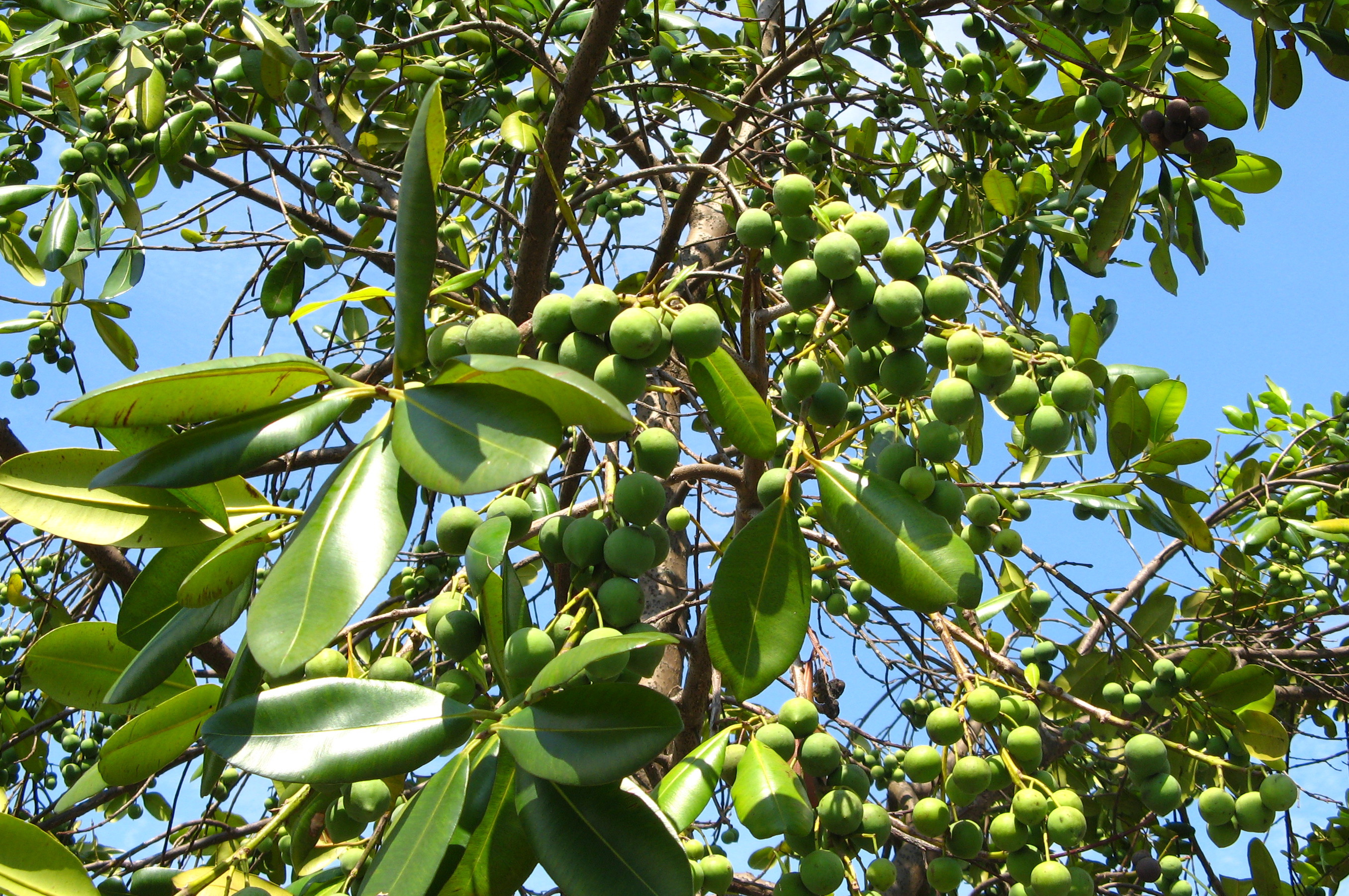
Forte frutação de um Guanandi. São Paulo-SP
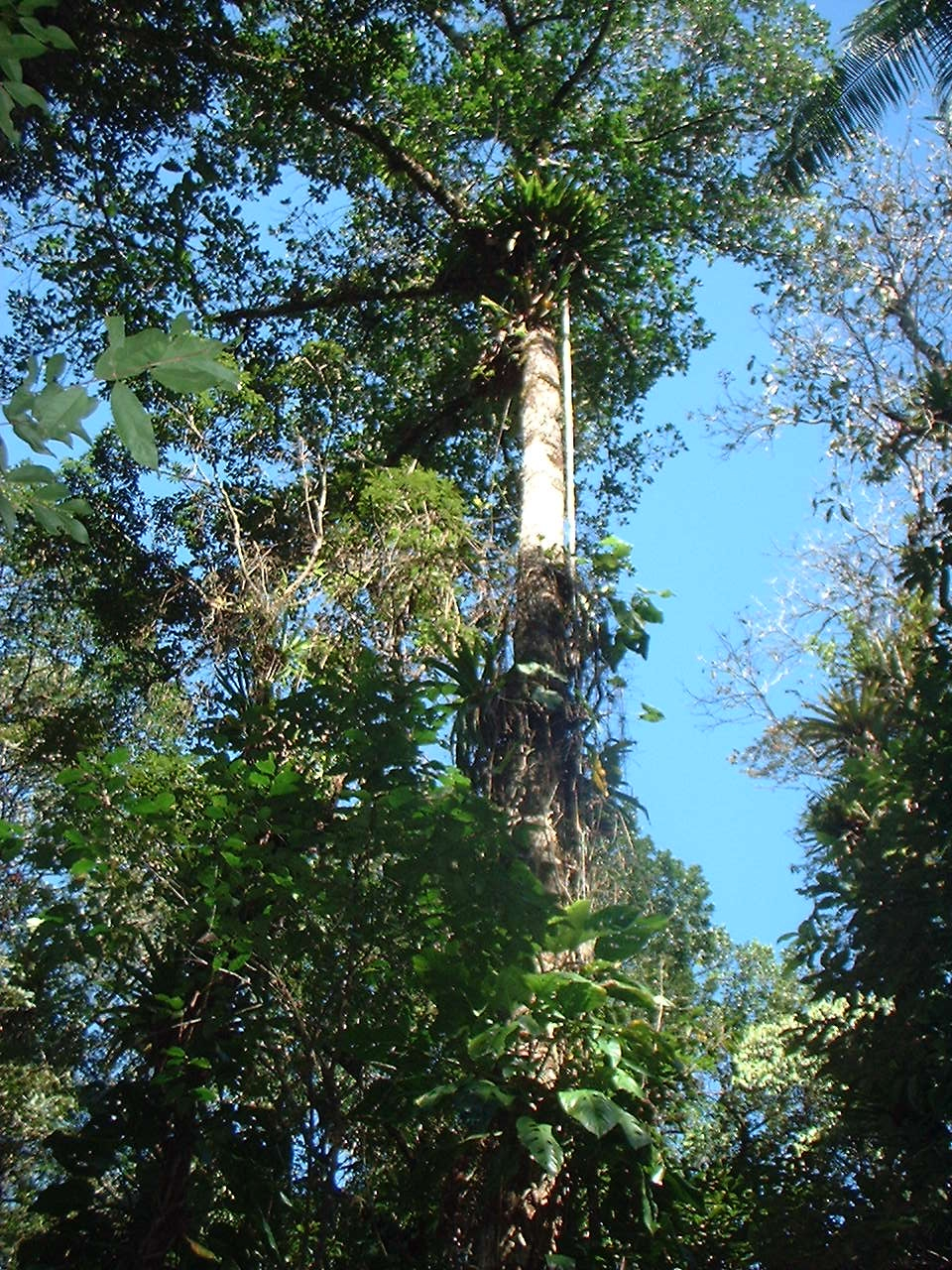
Guanandi centenário no litoral paranaense
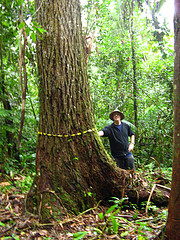
Guanandi gigante em Paranaguá-PR
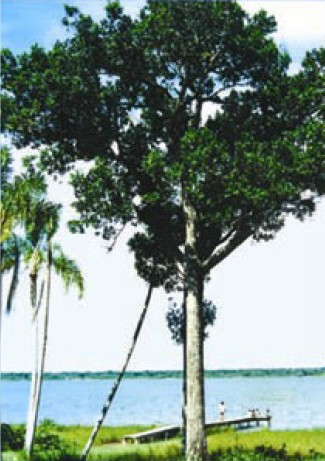
Guanandi em Iguape-SP
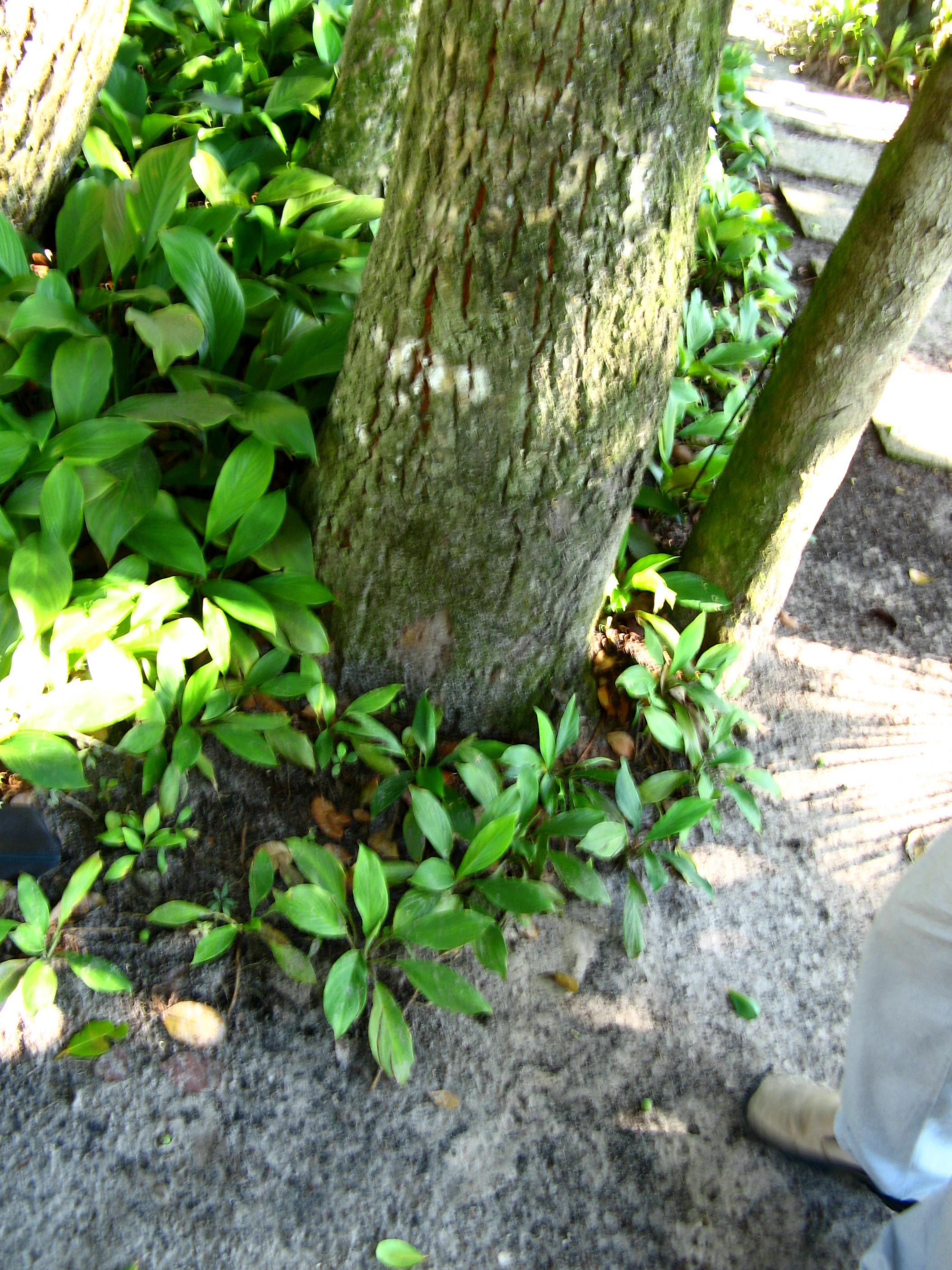
Raízes podem ter ajudado a brotação vegetal na areia. Bertioga-SP
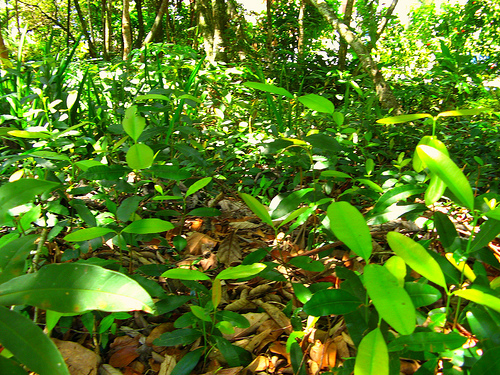
Germinação espontânea em floresta úmida. Bertioga-SP
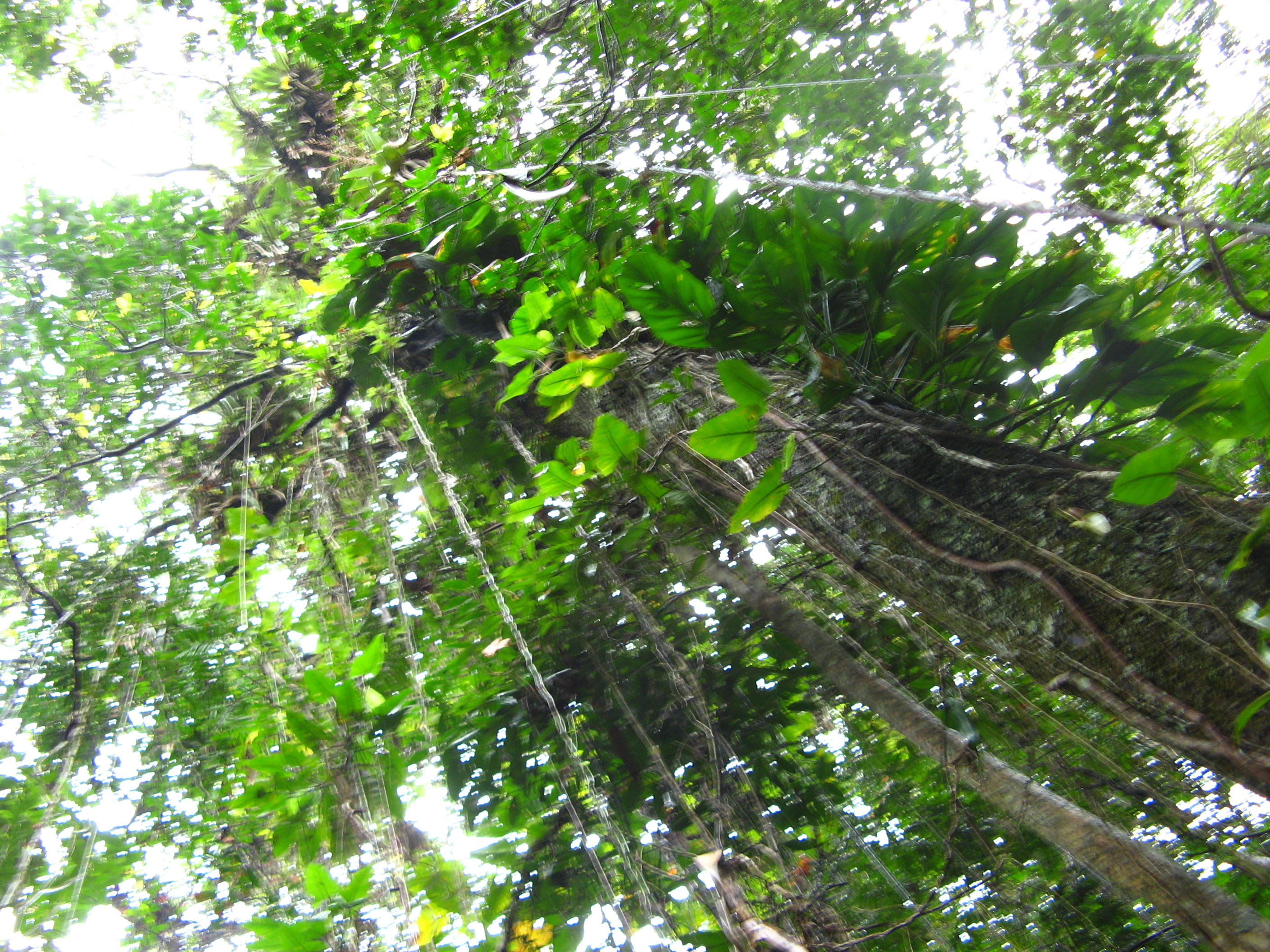
Muitíssimas espécies vegetais convivem com o guanandi. Bertioga-SP
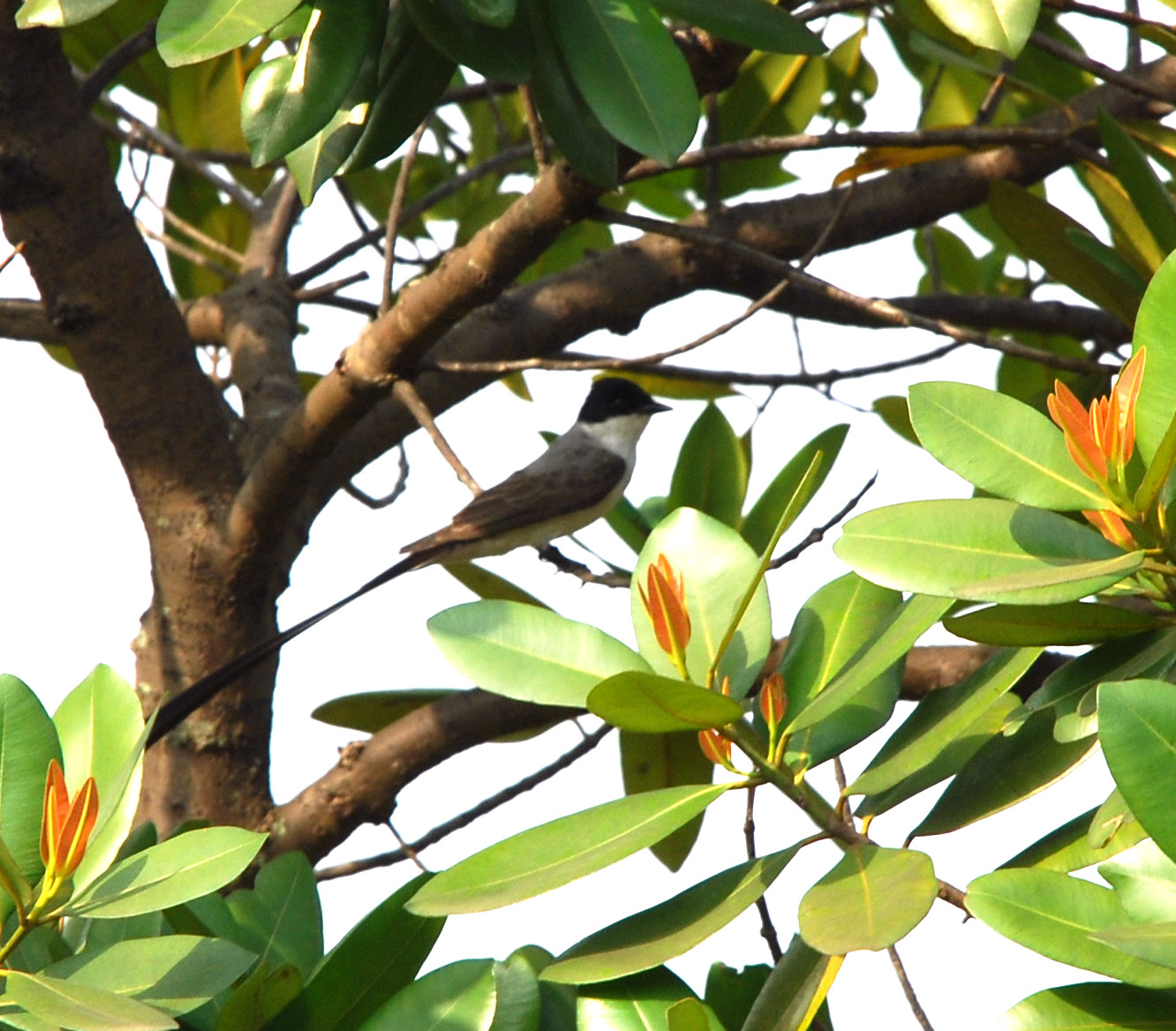
Tesourinha Tyrannus savanna aninhado em guanandi. São Paulo-SP
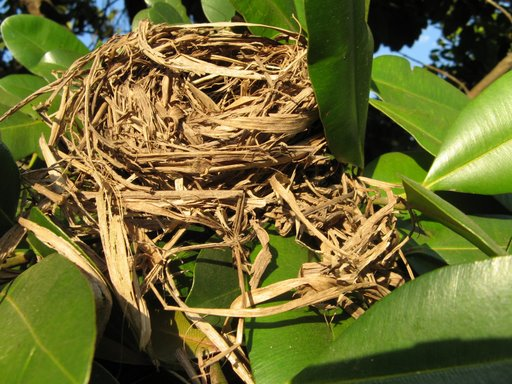
Ninho do tesourinha no guanandi. São Paulo-SP
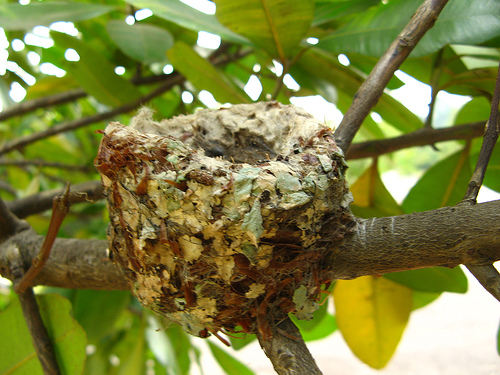
Ninho de beija-flores em guanandi. São Paulo-SP
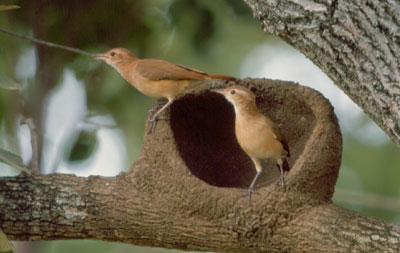
João-de-barro Furnarius rufus em guanandi; Bertioga-SP
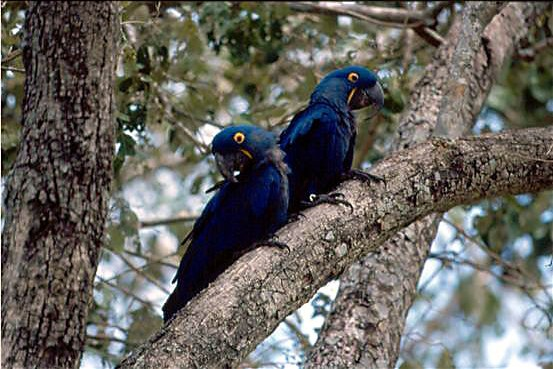
Arara-azul-grande Anodorhynchus hyacinthinus em guanandi
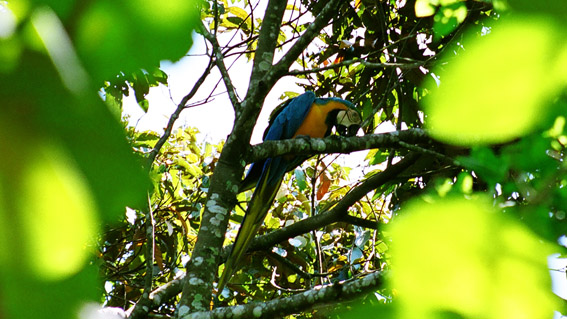
Arara-canindé Ara ararauna, Pantanal-MS
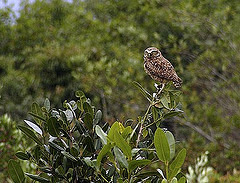
Coruja-buraqueira Athene cunicularia em guanandi. Peruíbe-SP
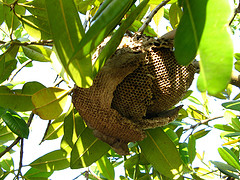
Vespeiro em Guanandi. São Paulo-SP
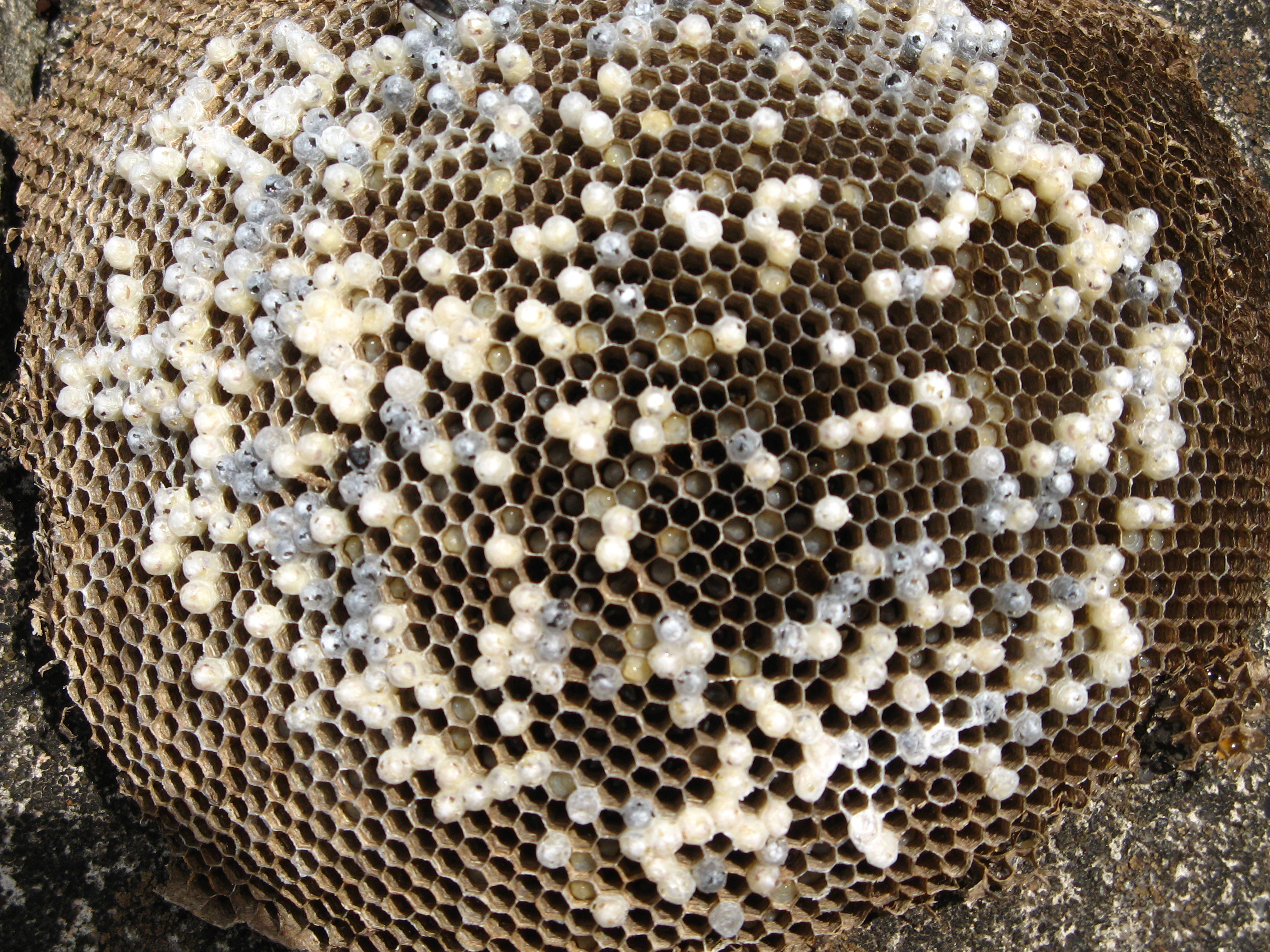
Ovos de vespas. São Paulo-SP
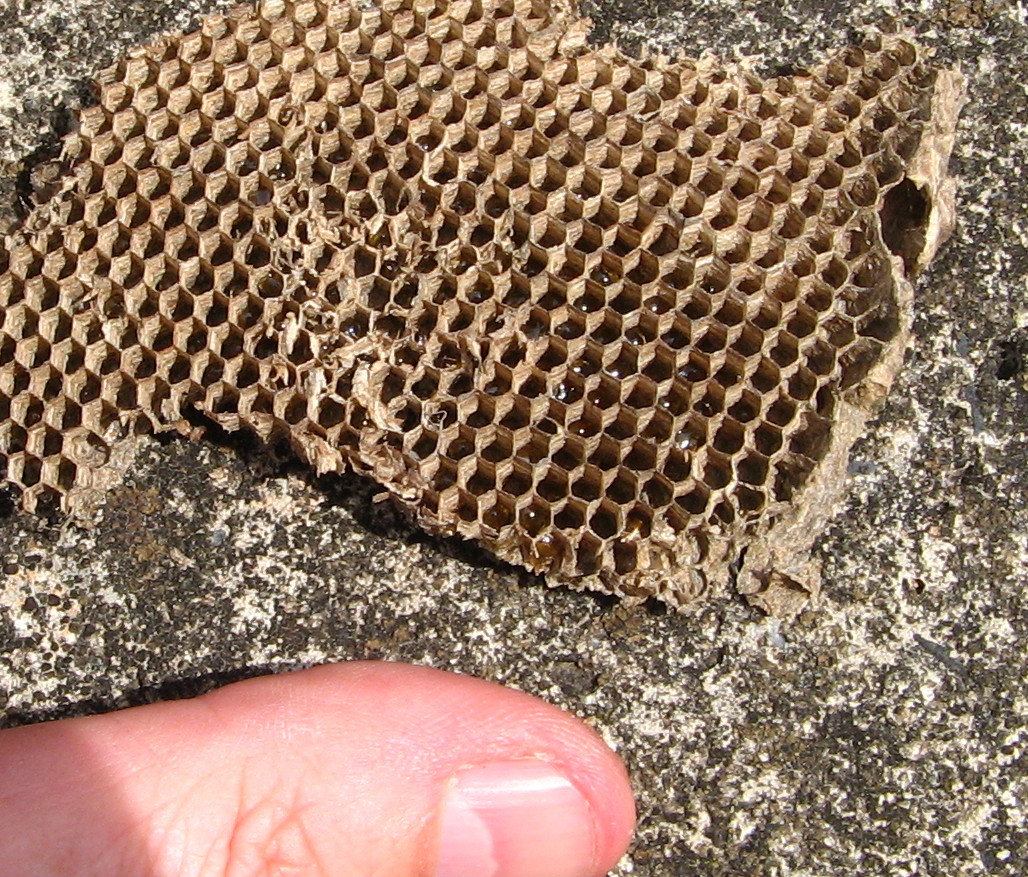
Mel de flor de guanandi, de vespas. São Paulo-SP
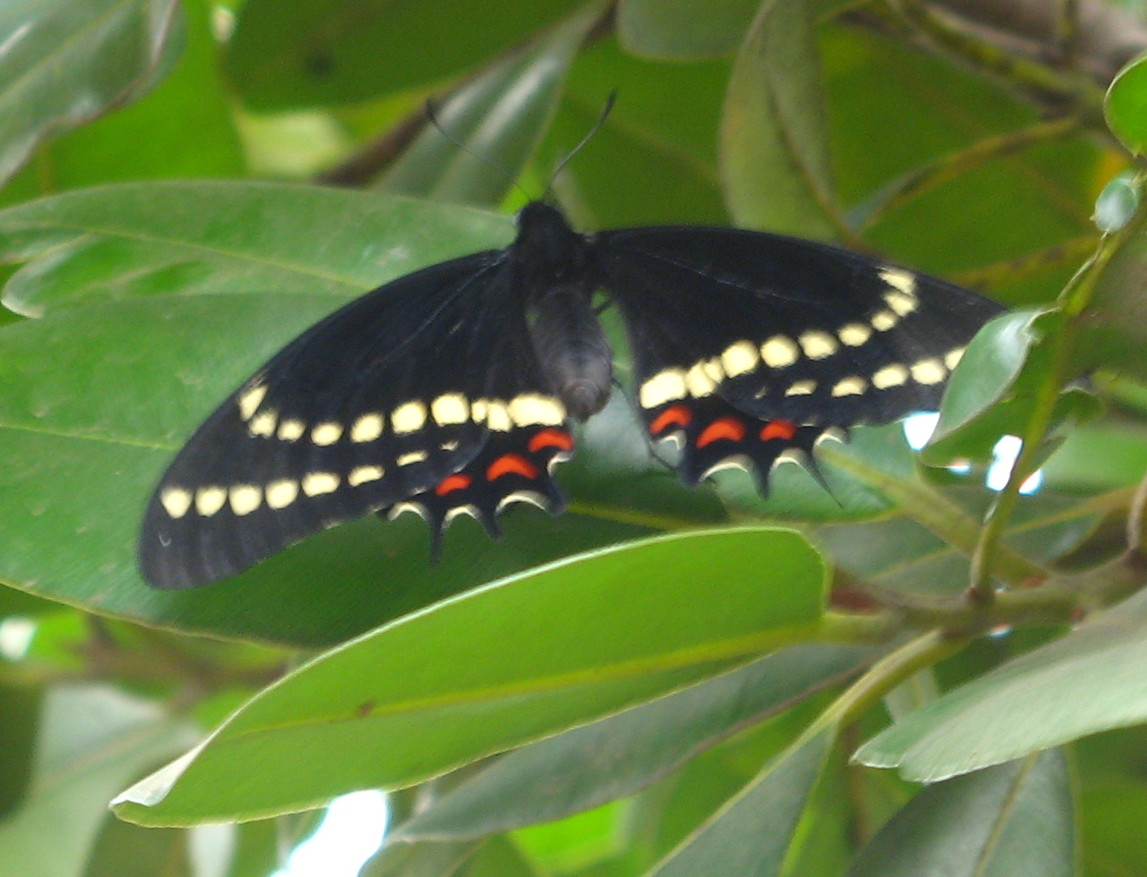
Borboleta suga néctar em flores de guanandi. São Paulo-SP
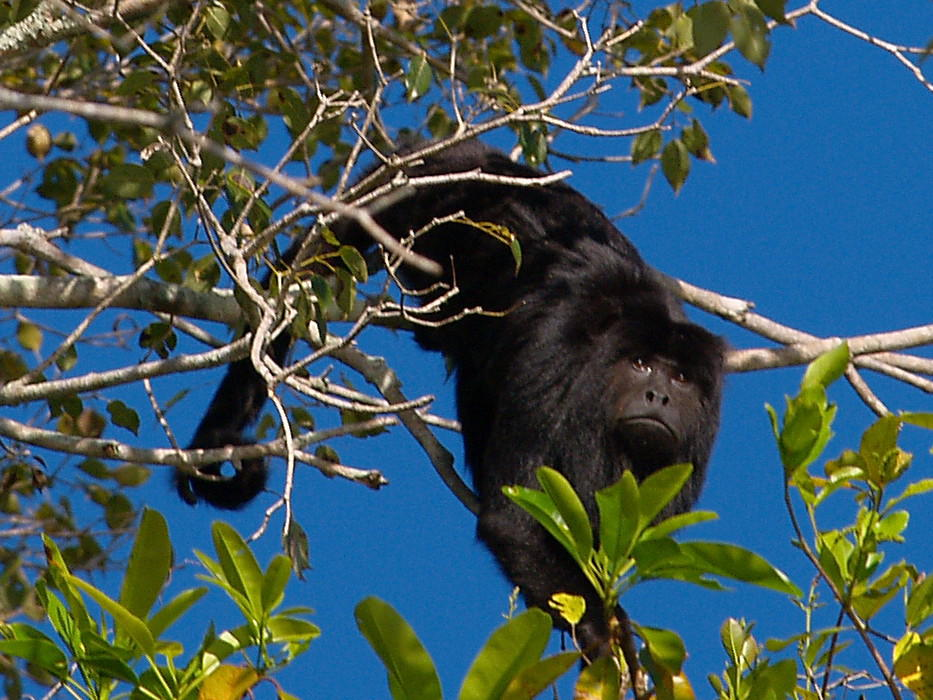
Bugio preto (Alouatta pigra). Macaé-RJ
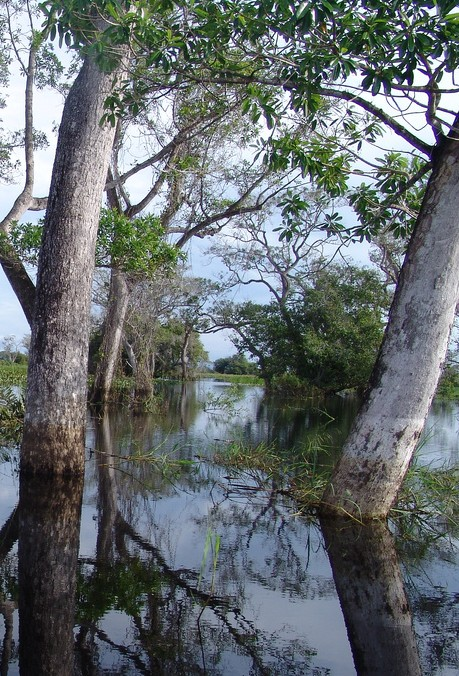
Dois guanandis em época de cheia no Pantanal
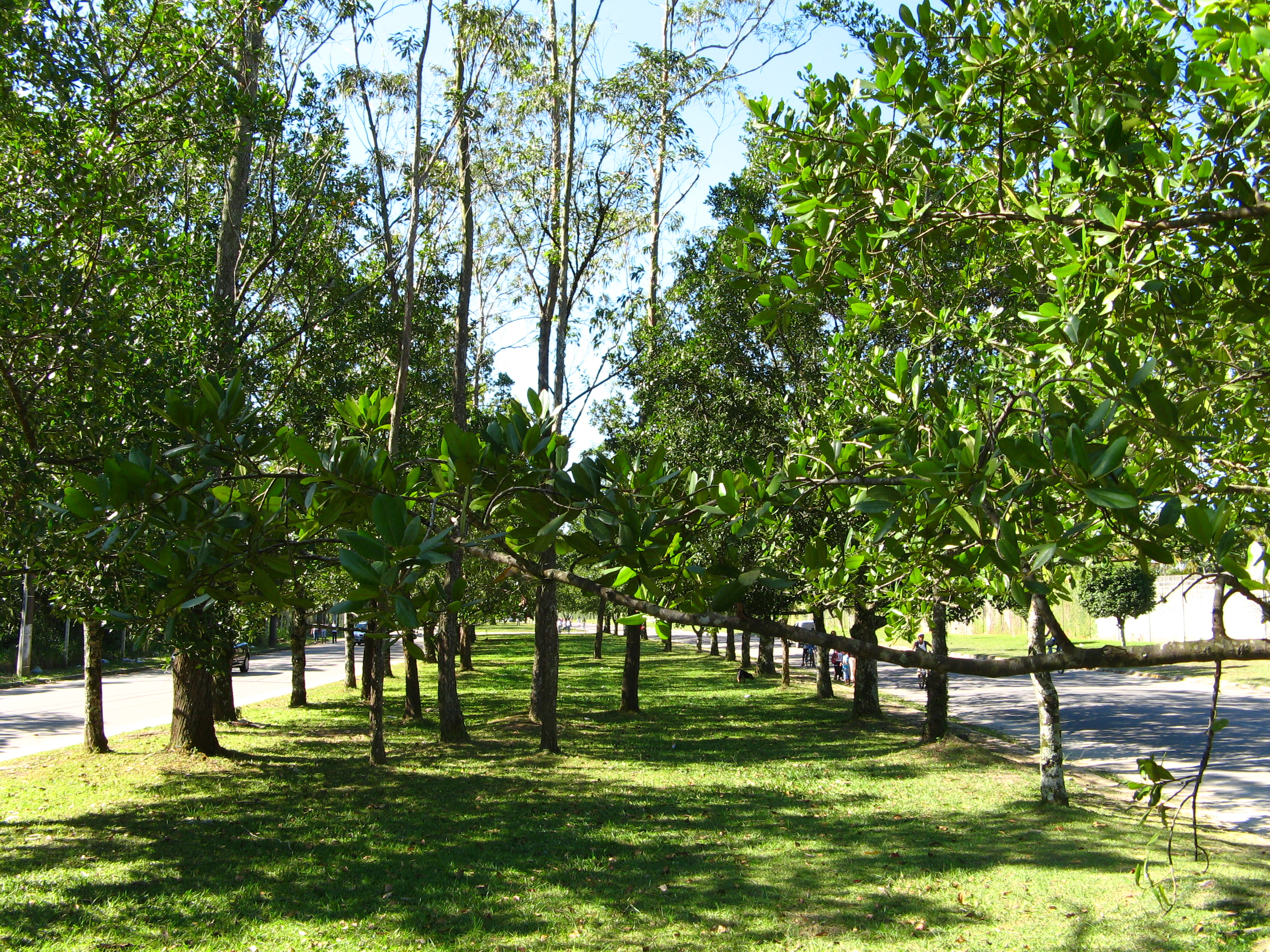
Avenida com paisagismo em guanandis. Bertioga-SP
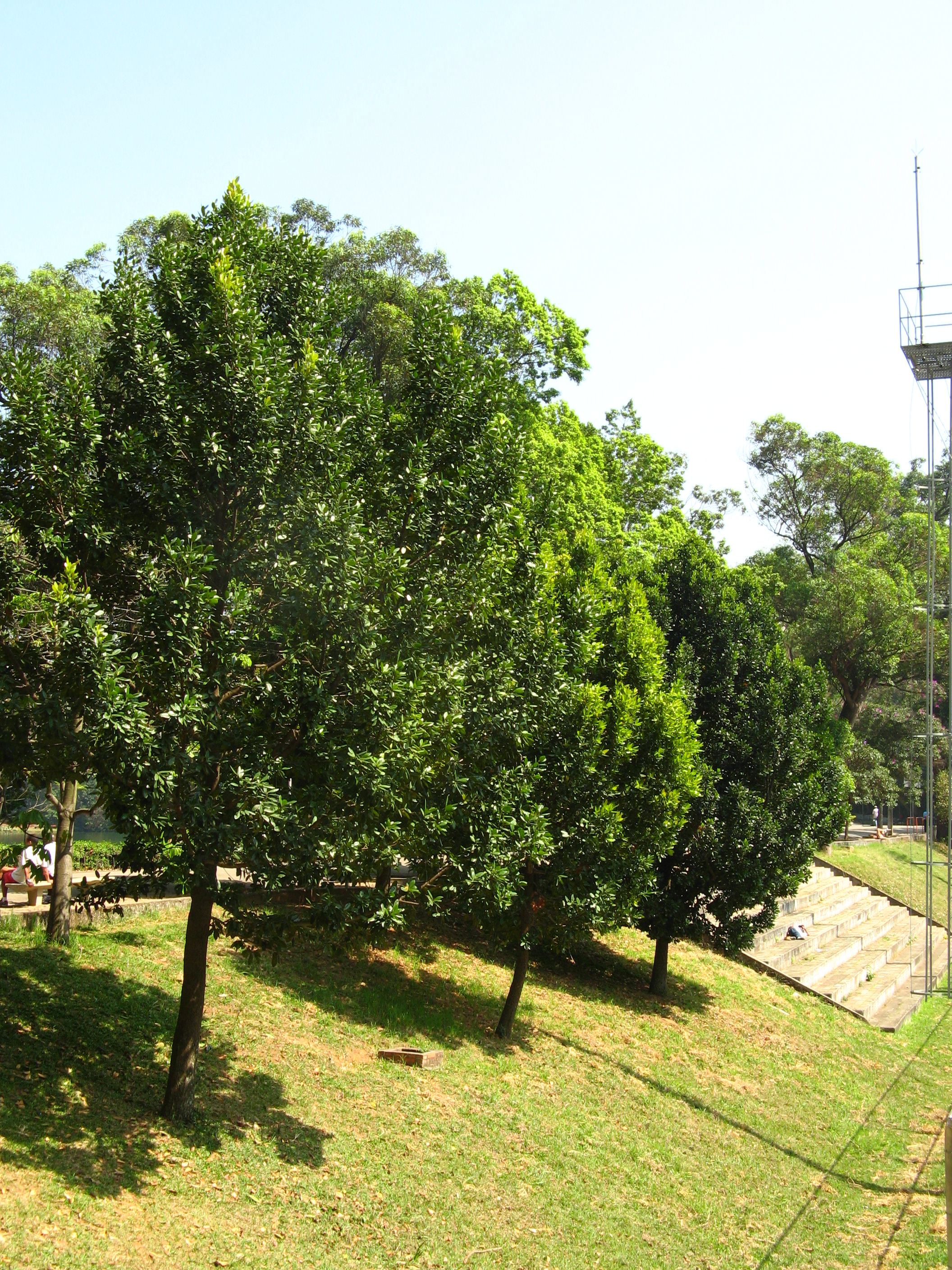
Paisagismo com guanandis em São Paulo-SP
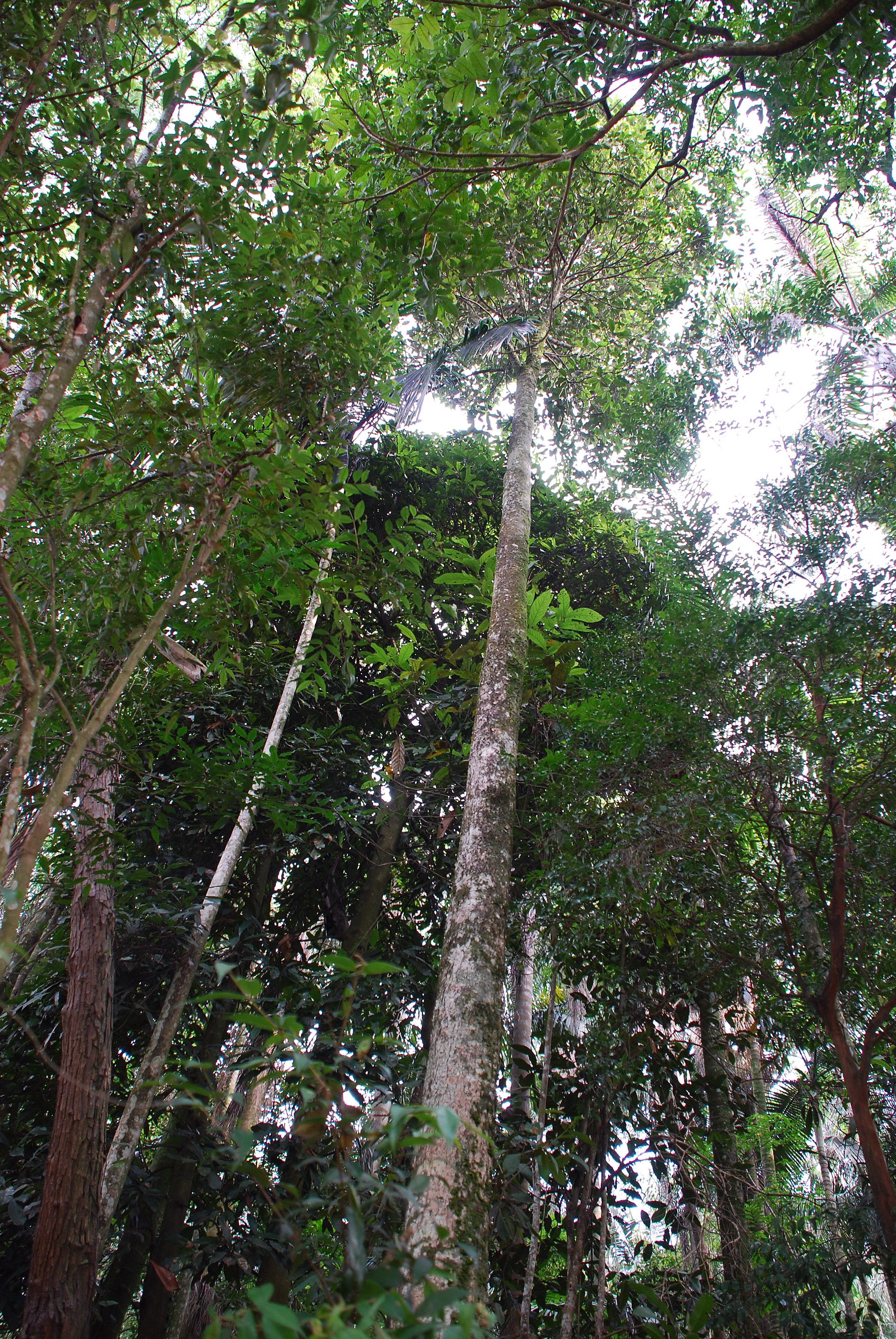
Extremamente cilíndrico - Jardim Botânico de São Paulo-SP
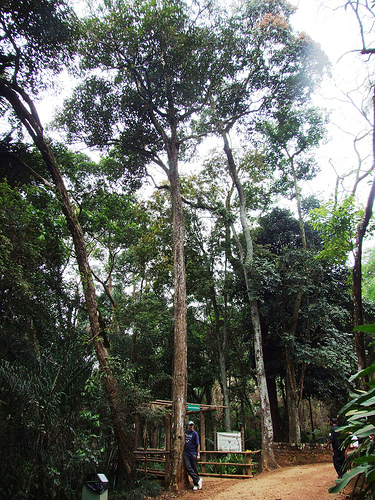
Quatro guanandis, Jardim Botânico de São Paulo-SP
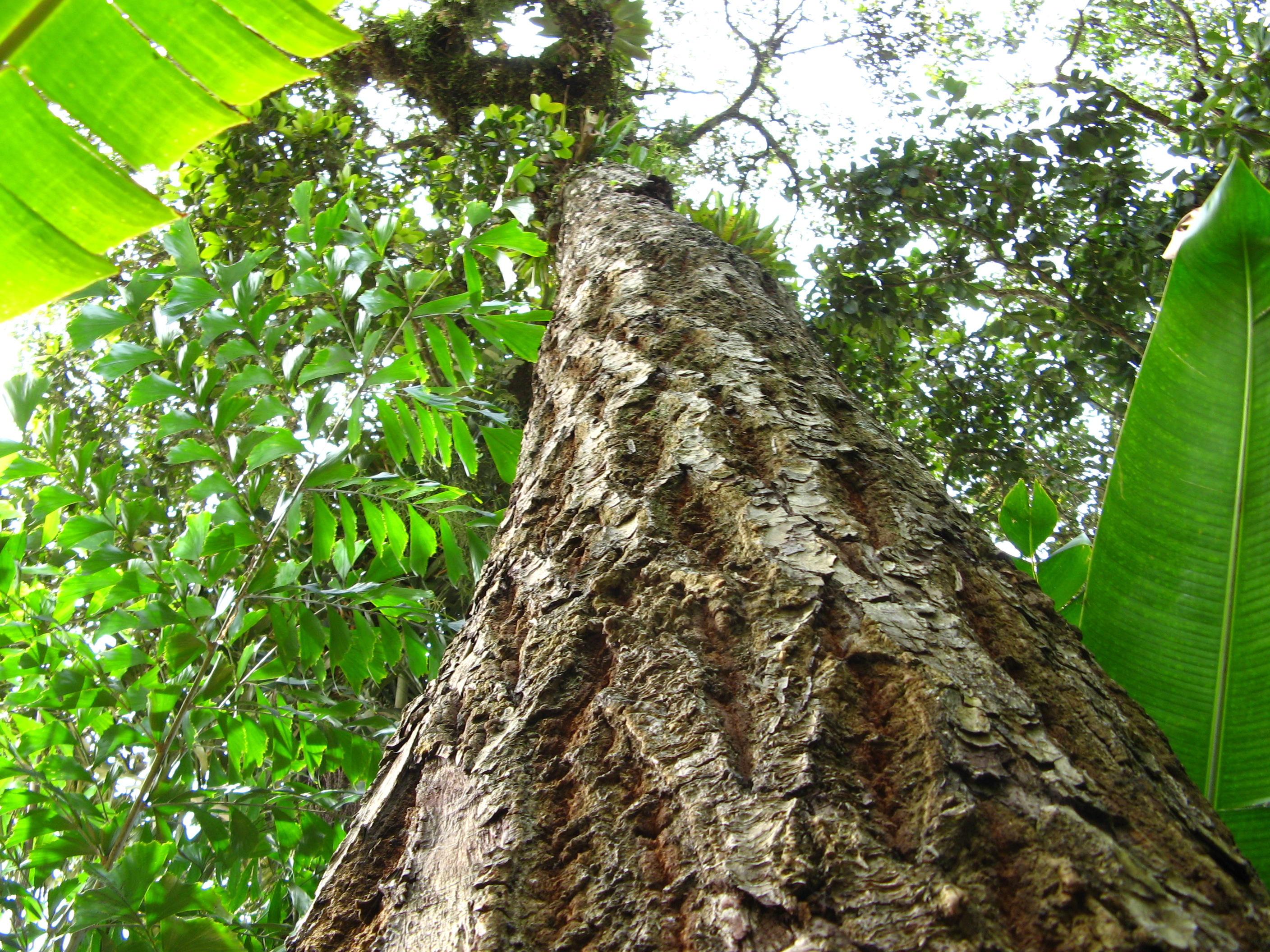
Guanandi com uso paisagístico em jardim. Bertioga-SP
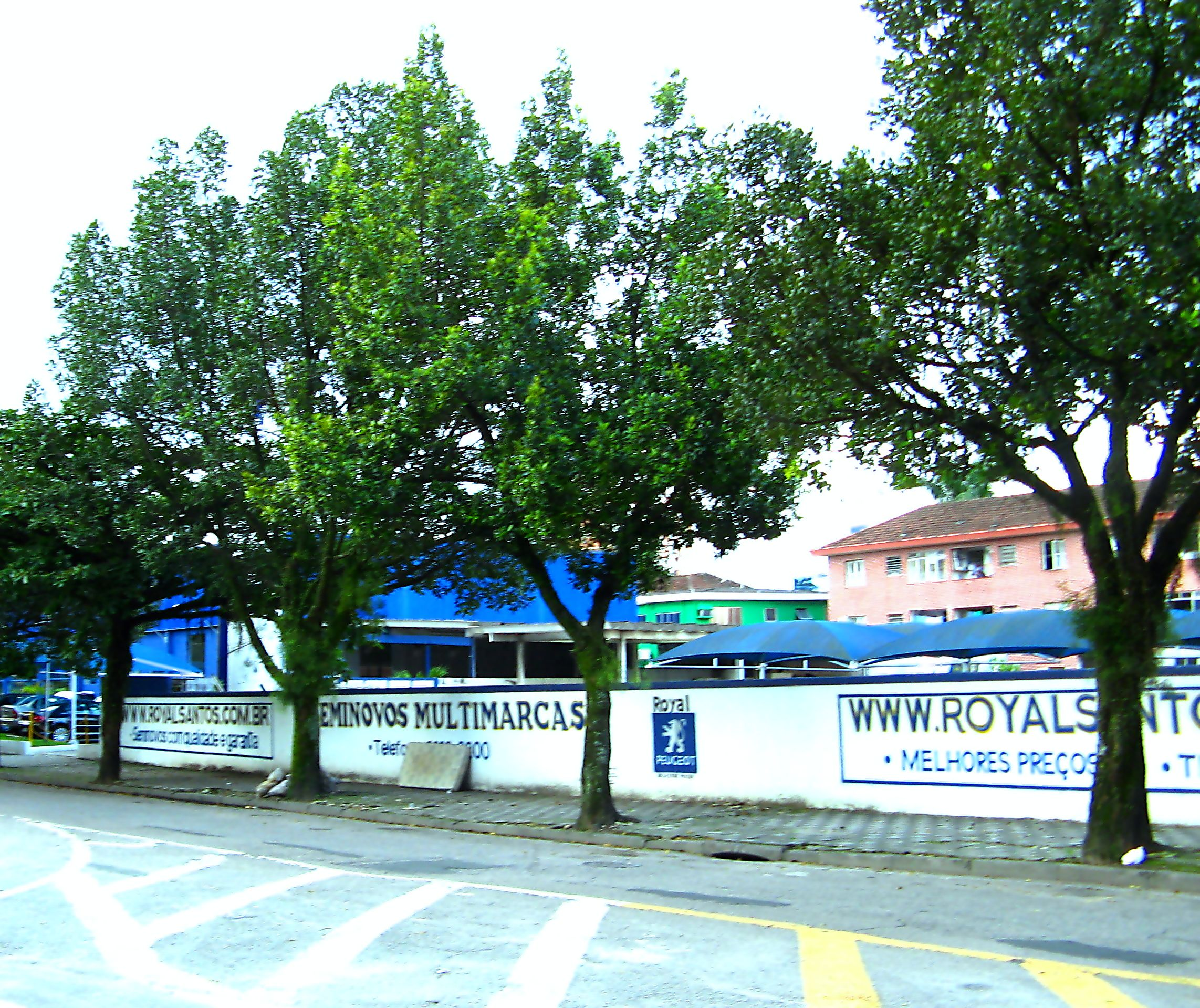
Guanandis com uso paisagístico em rua de Santos-SP
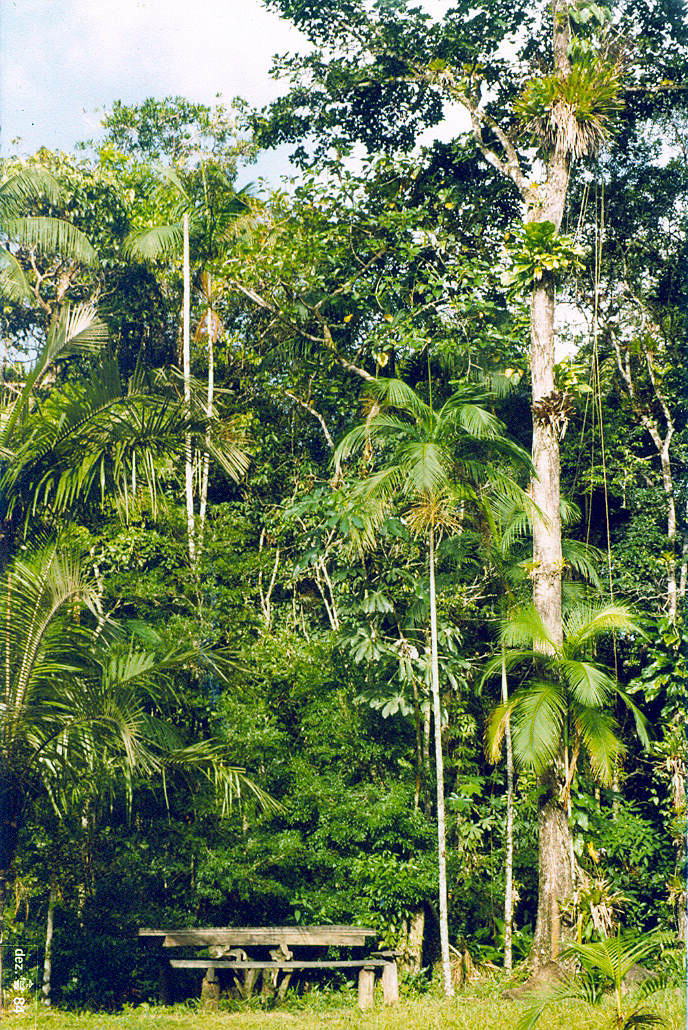
Guanandi na estação ecológica da Juréia. Itariri-SP
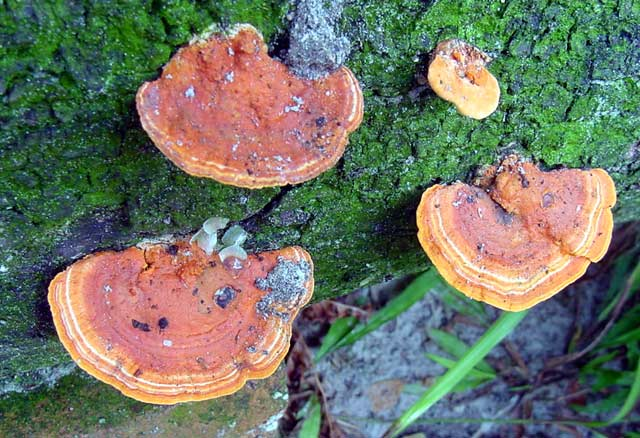
Fungos em raiz de guanandi. Paranaguá-PR
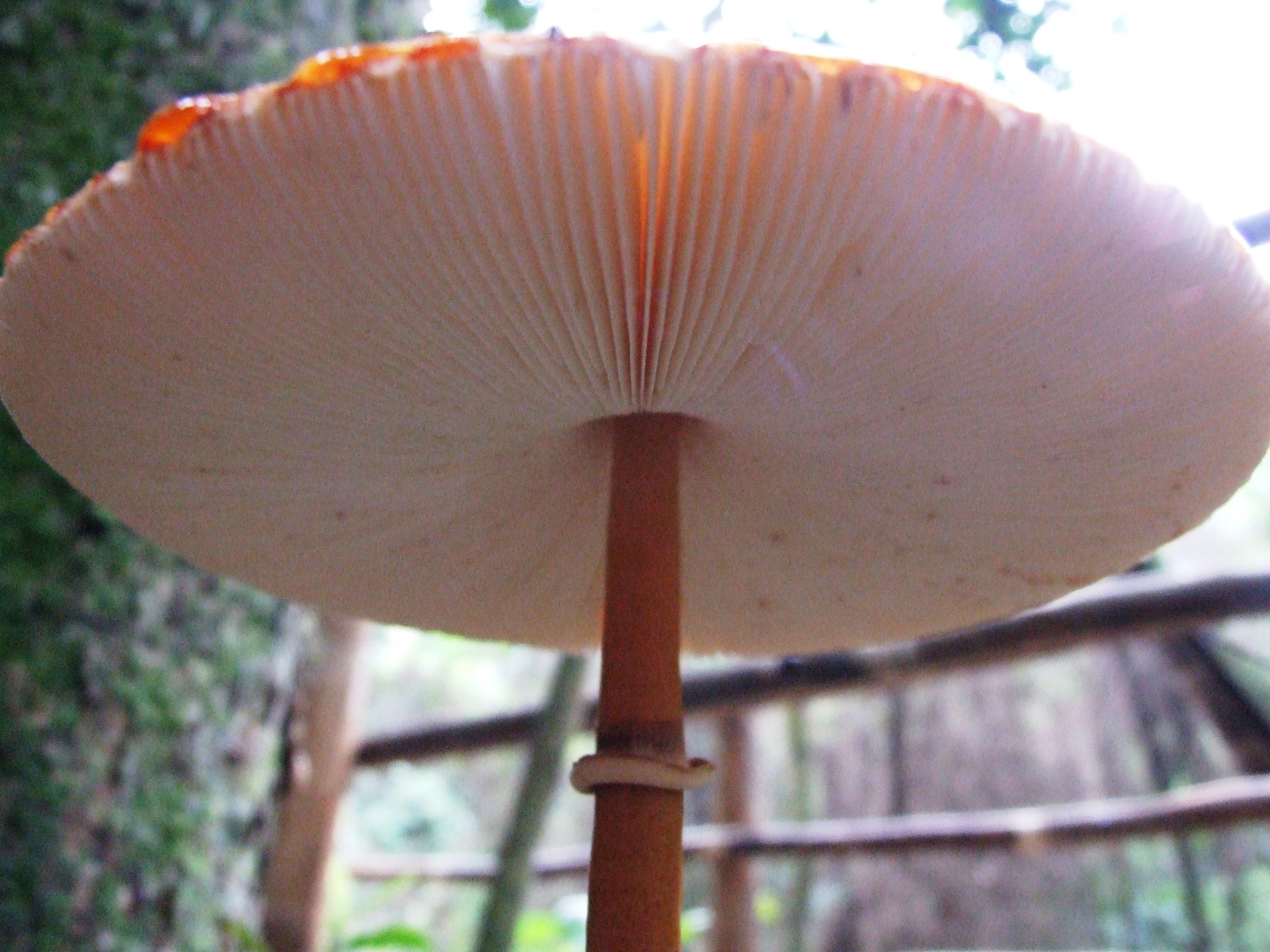
Fungo ao lado de guanandi. Jardim Botânico São Paulo-SP
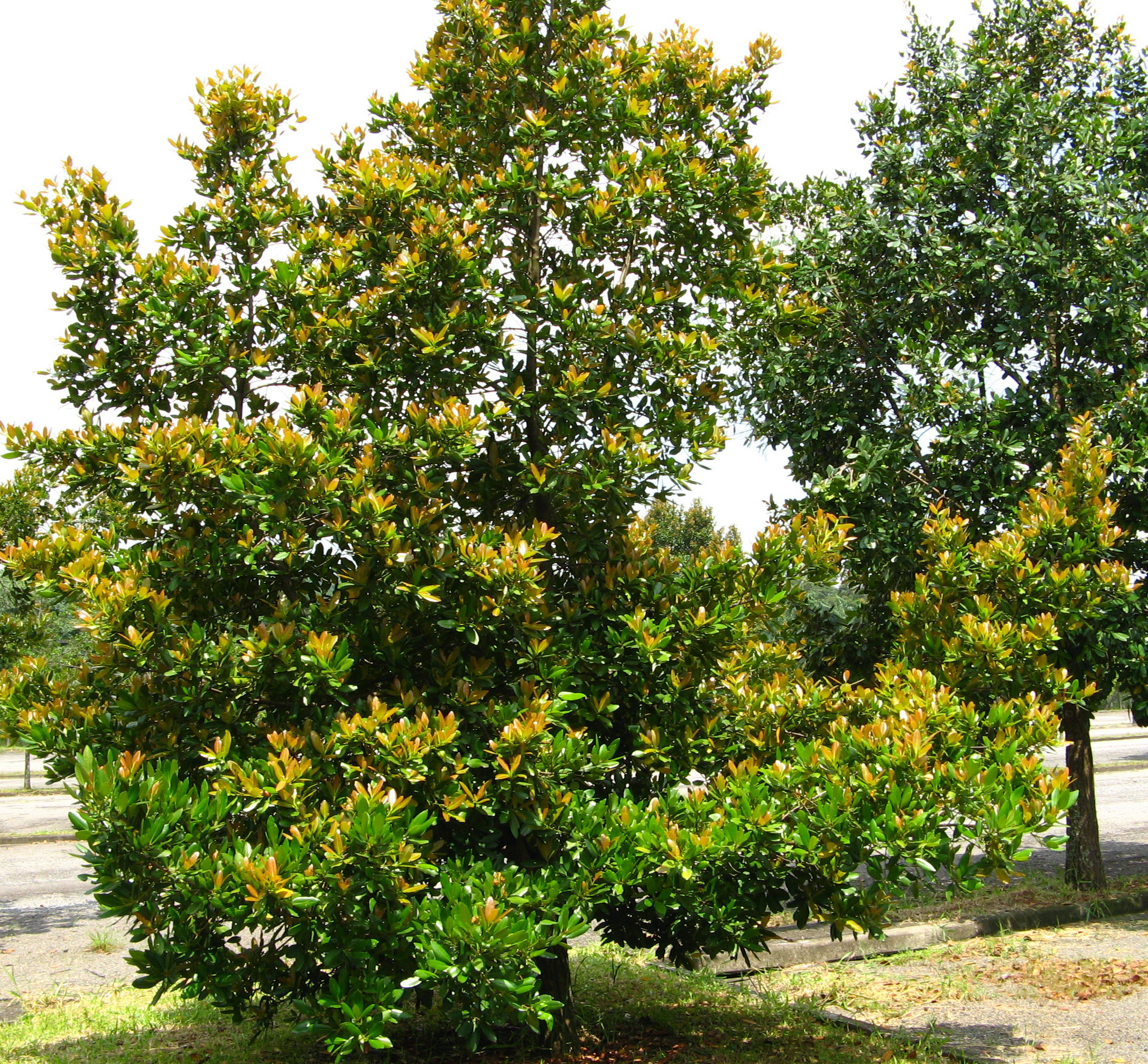
Brotação de folhas após chuvas. São Paulo-SP
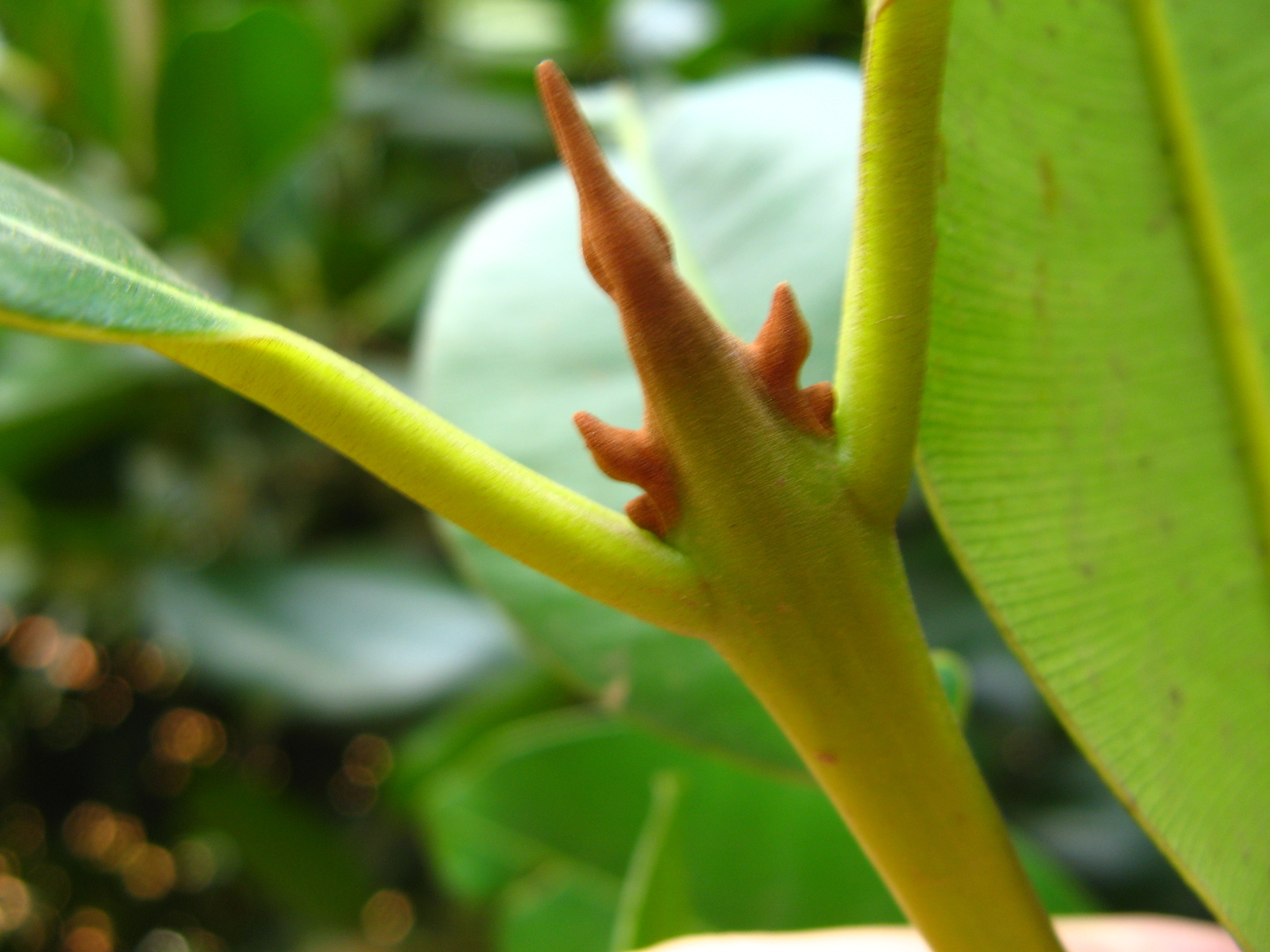
Ponteiro de galho de guanandi.
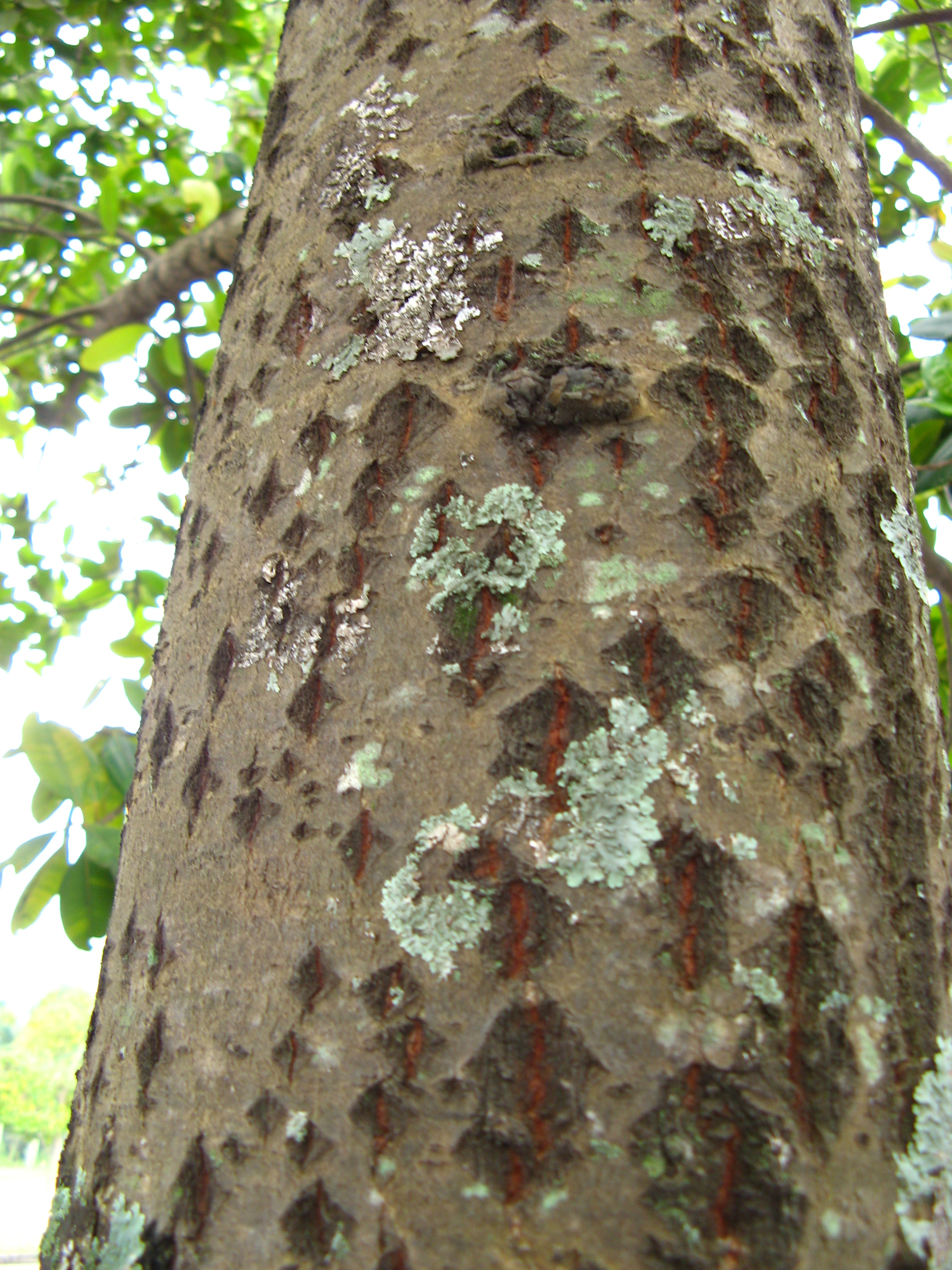
Tronco jovem assemelha-se com as costas do réptil, daí o nome JACARÉ-UBA (costas em tupi)
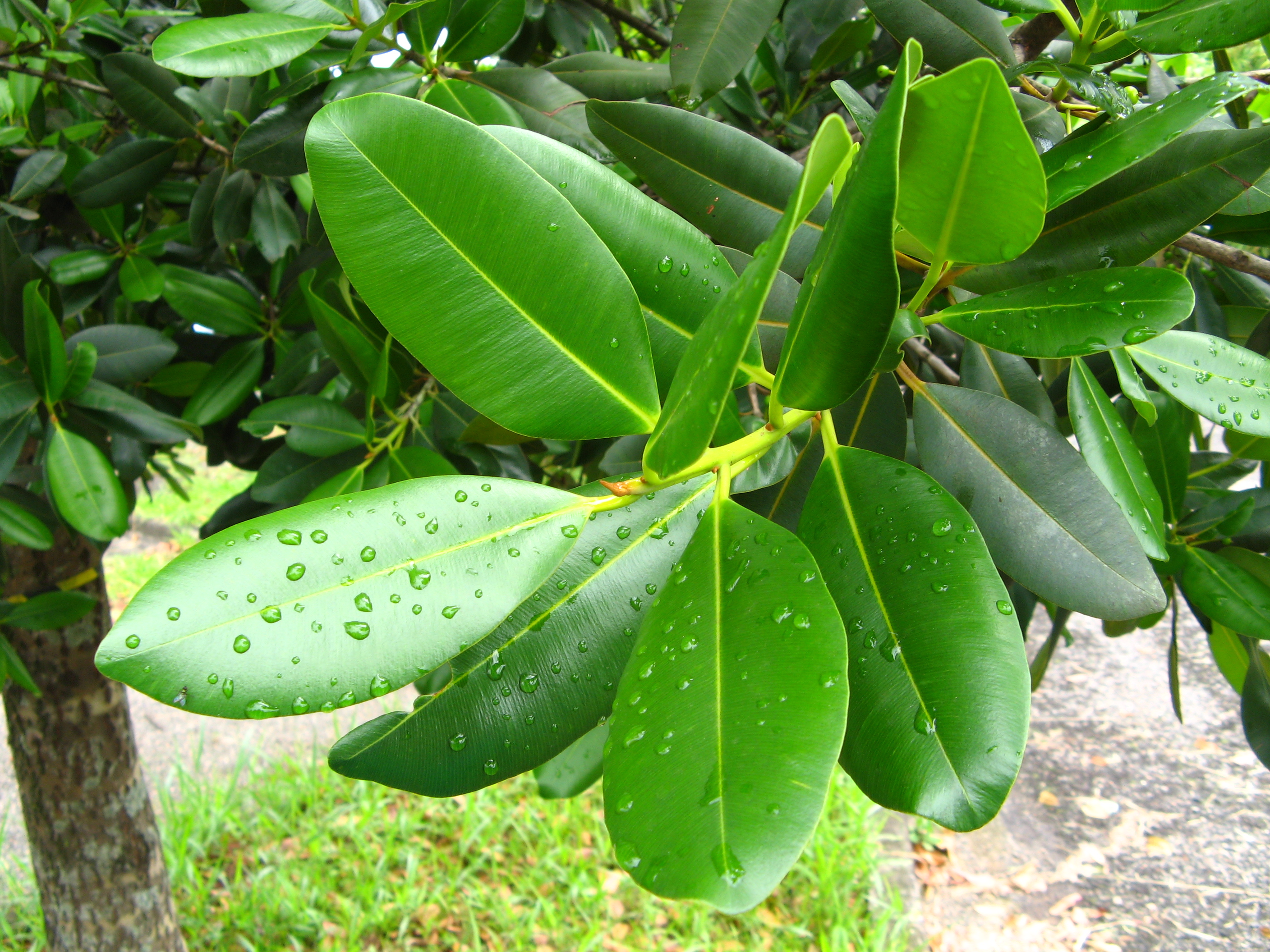
Folhas opostas.
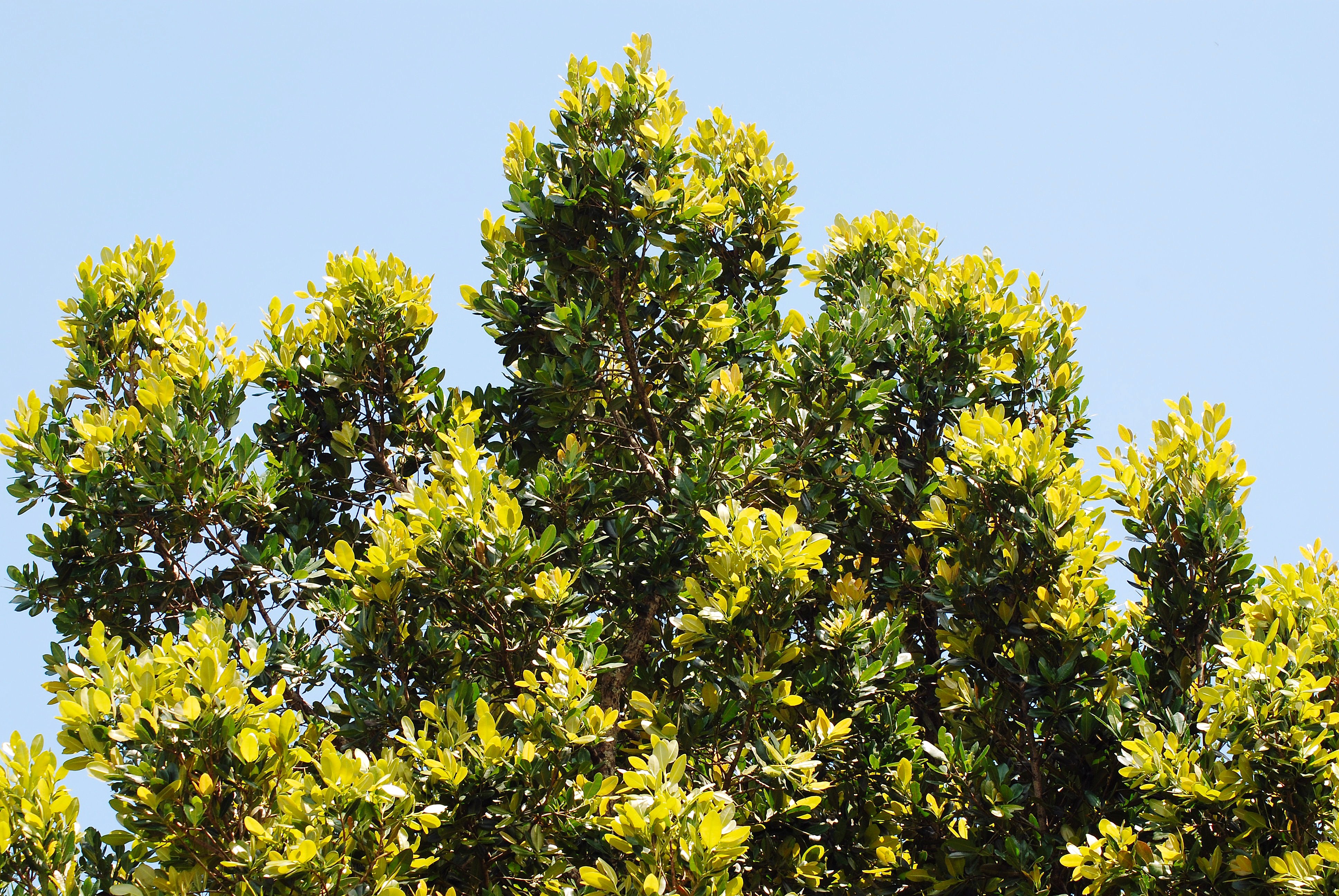
Folhagem de árvore de guanandi. Bertioga-SP
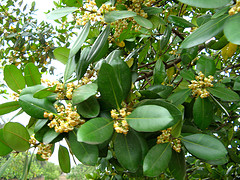
Guanandi: flores. São Paulo-SP
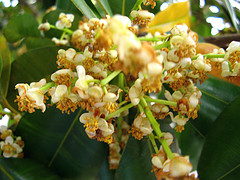
Masculinas. São Paulo-SP
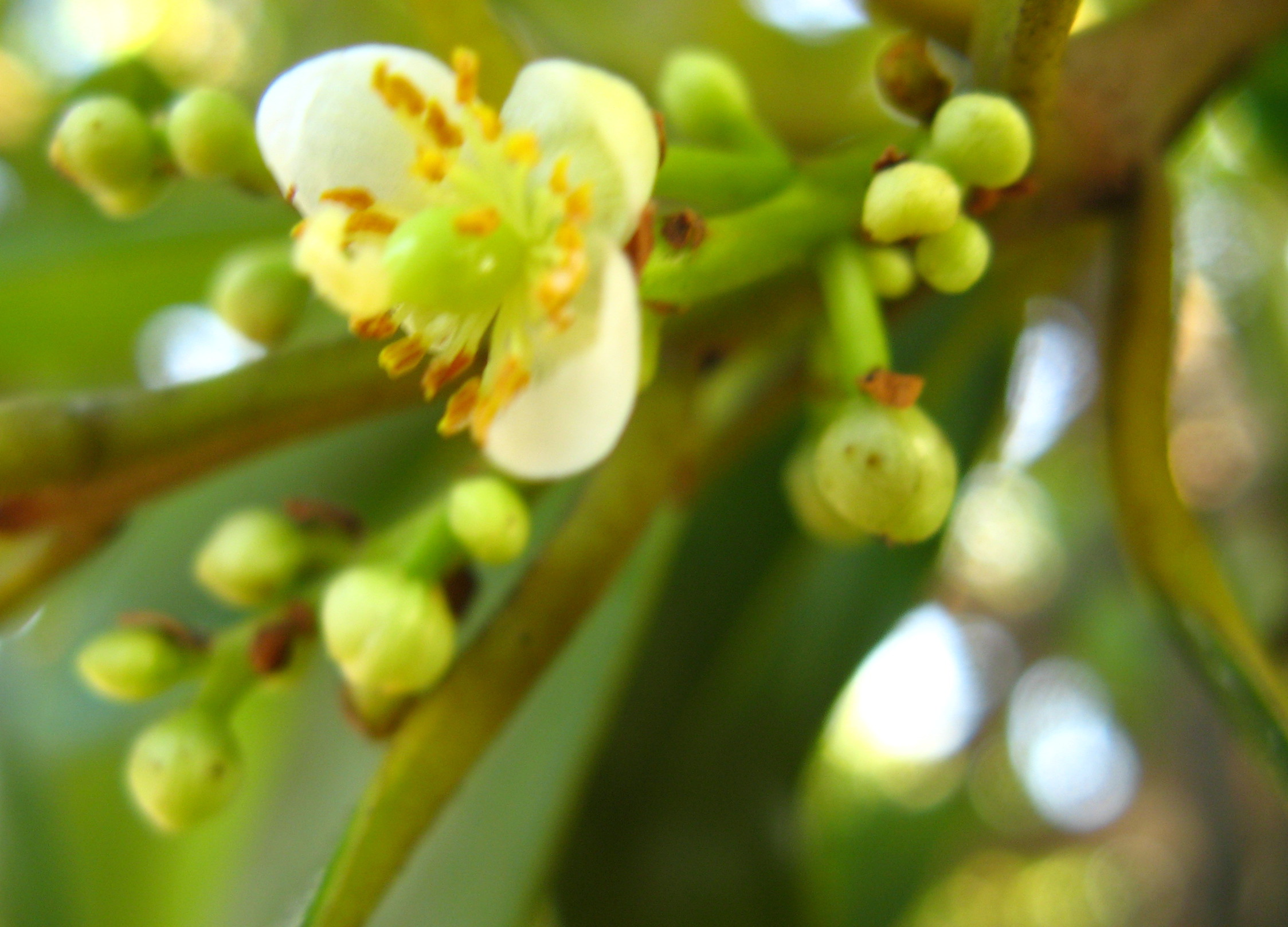
Fecundada ao se abrir - flor hermafrodita. São Paulo-SP
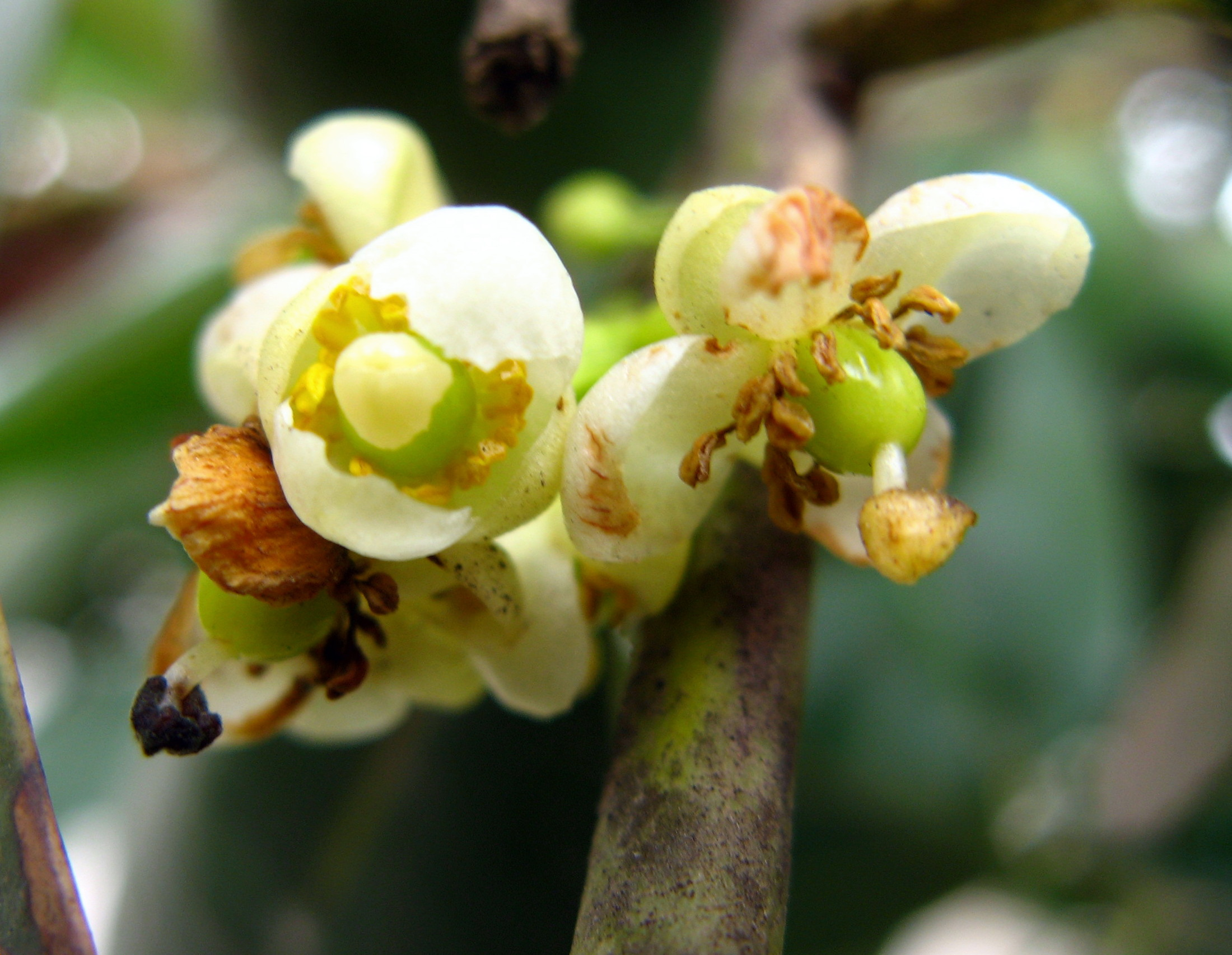
Flores fecundadas, provavelmente hermafroditas
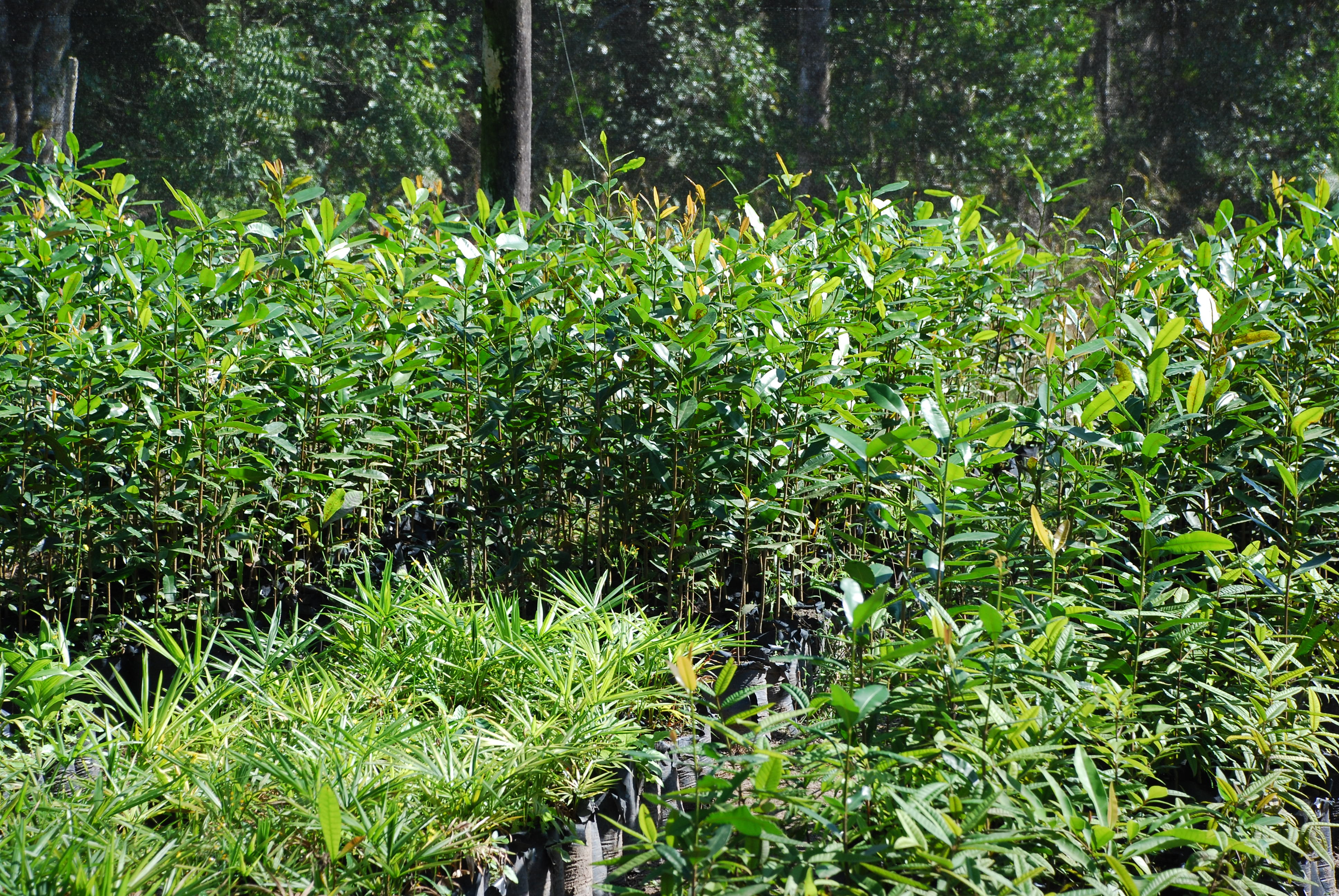
Mudas de guanandi ao fundo, com outras espécies da Mata Atlântica. Iguape-SP
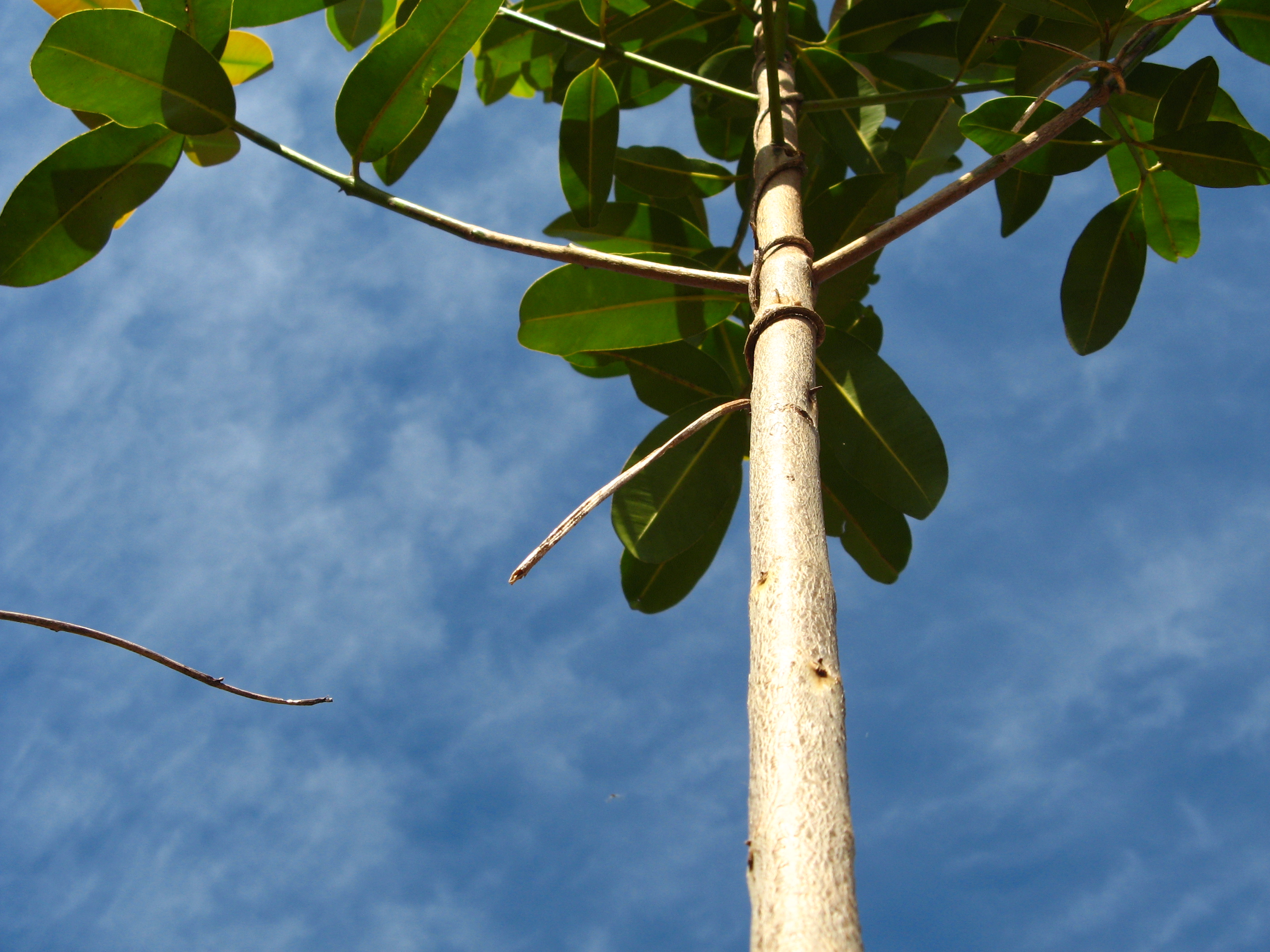
Guanandi plantado. Mocóca-SP
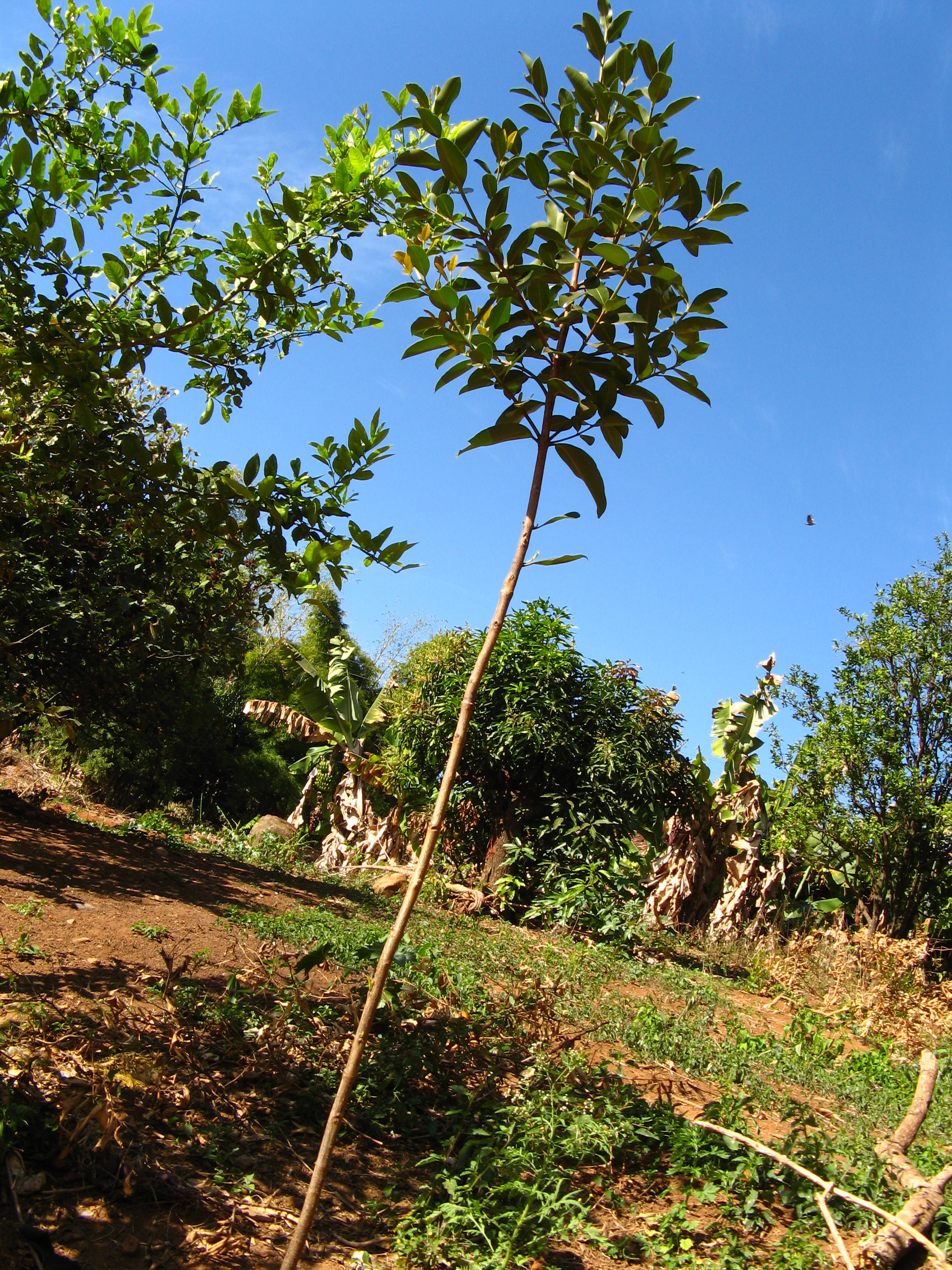
Guanandi plantado. Mocóca-SP
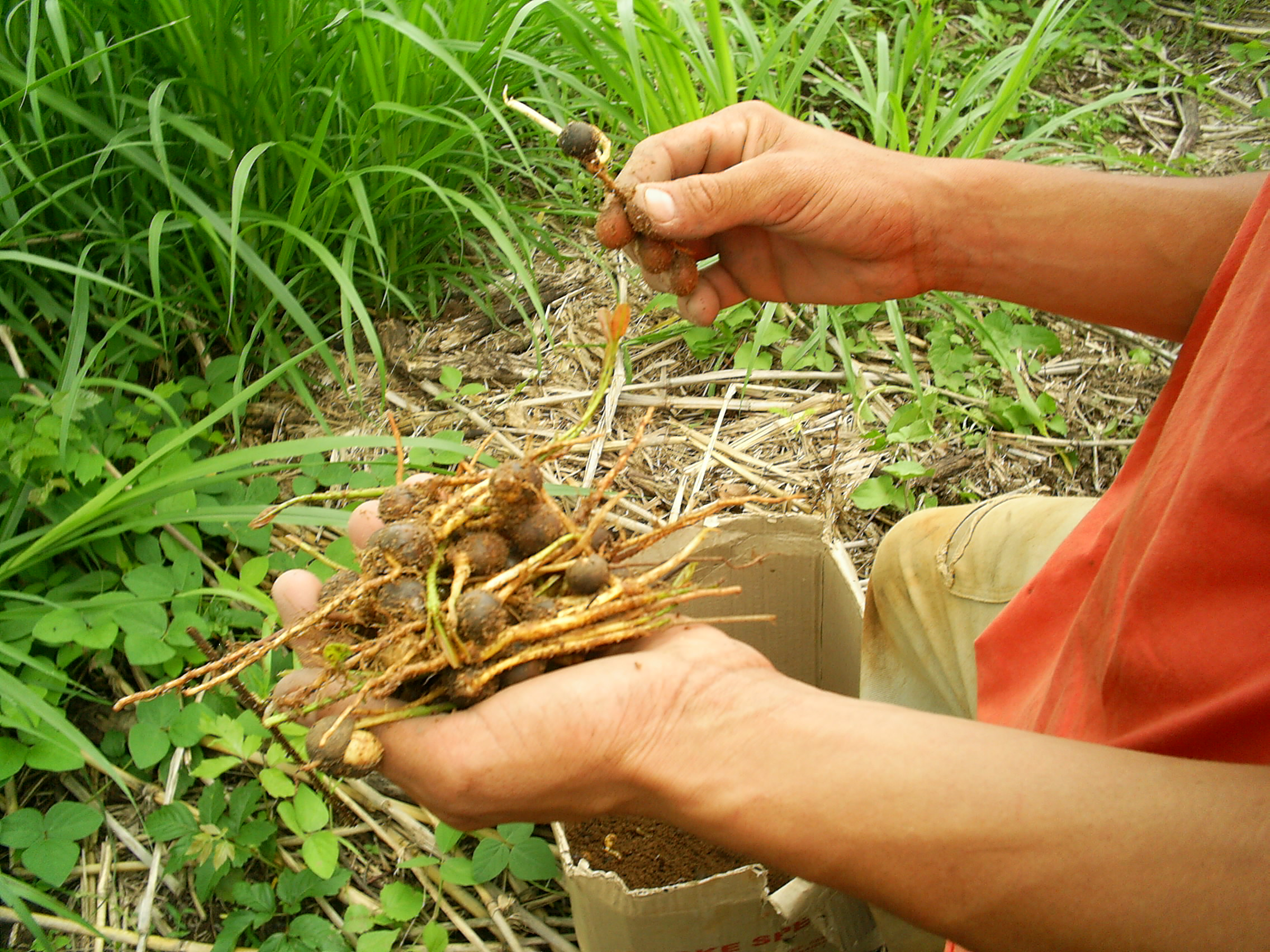
Semeadura. Mocóca-SP
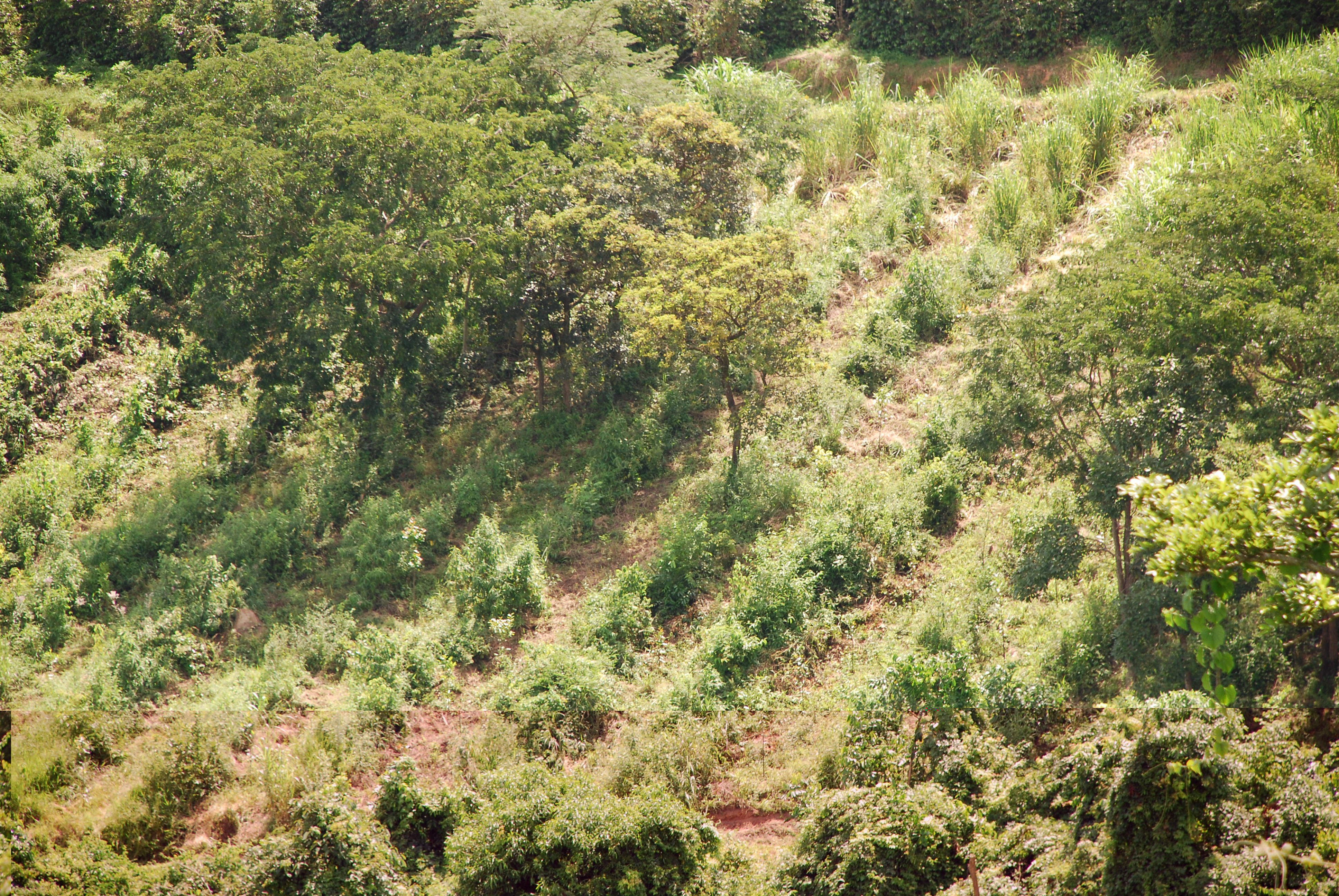
Plantação de guanandis. Mocóca-SP
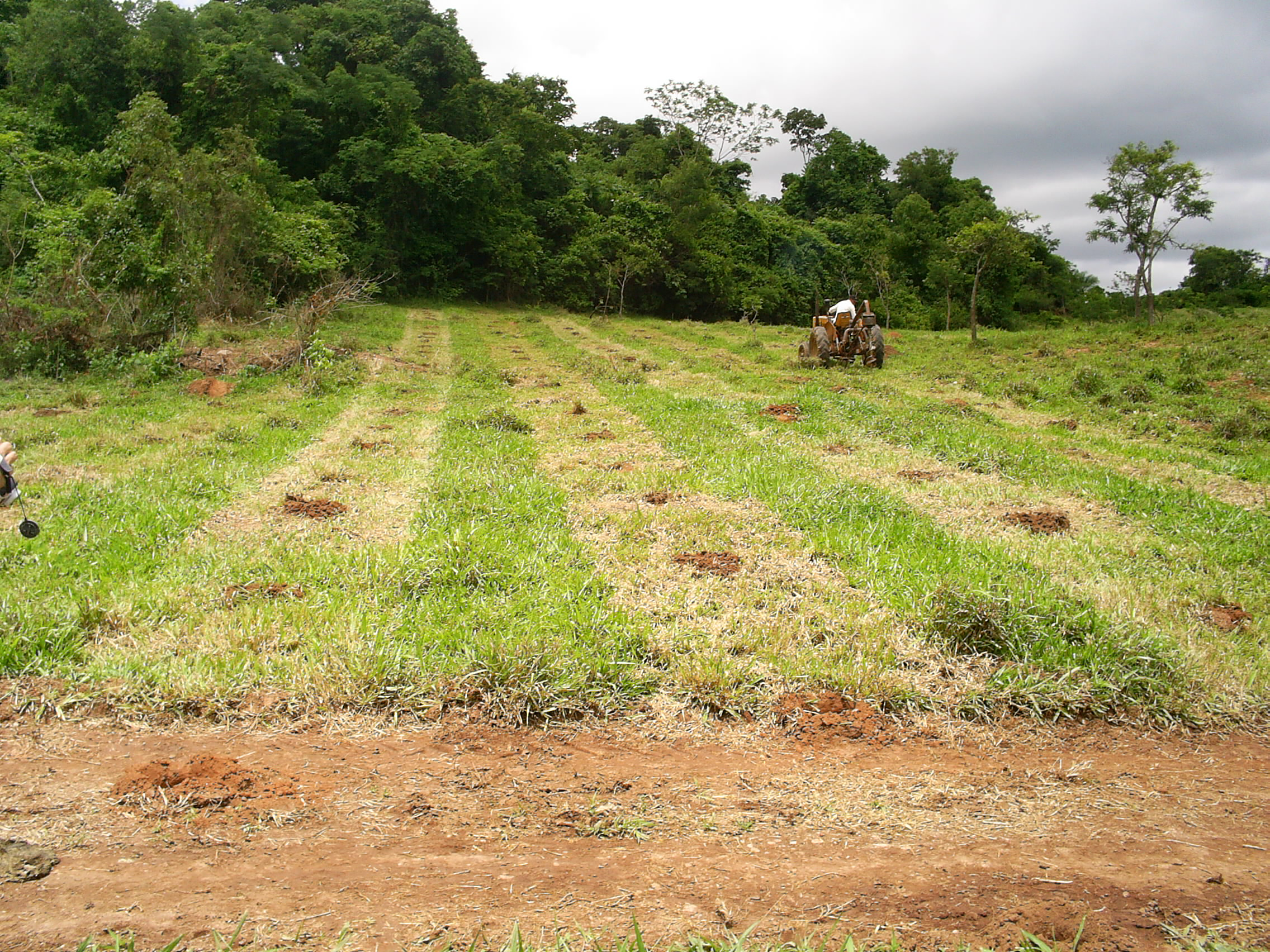
Plantação de guanandis. Mocóca-SP
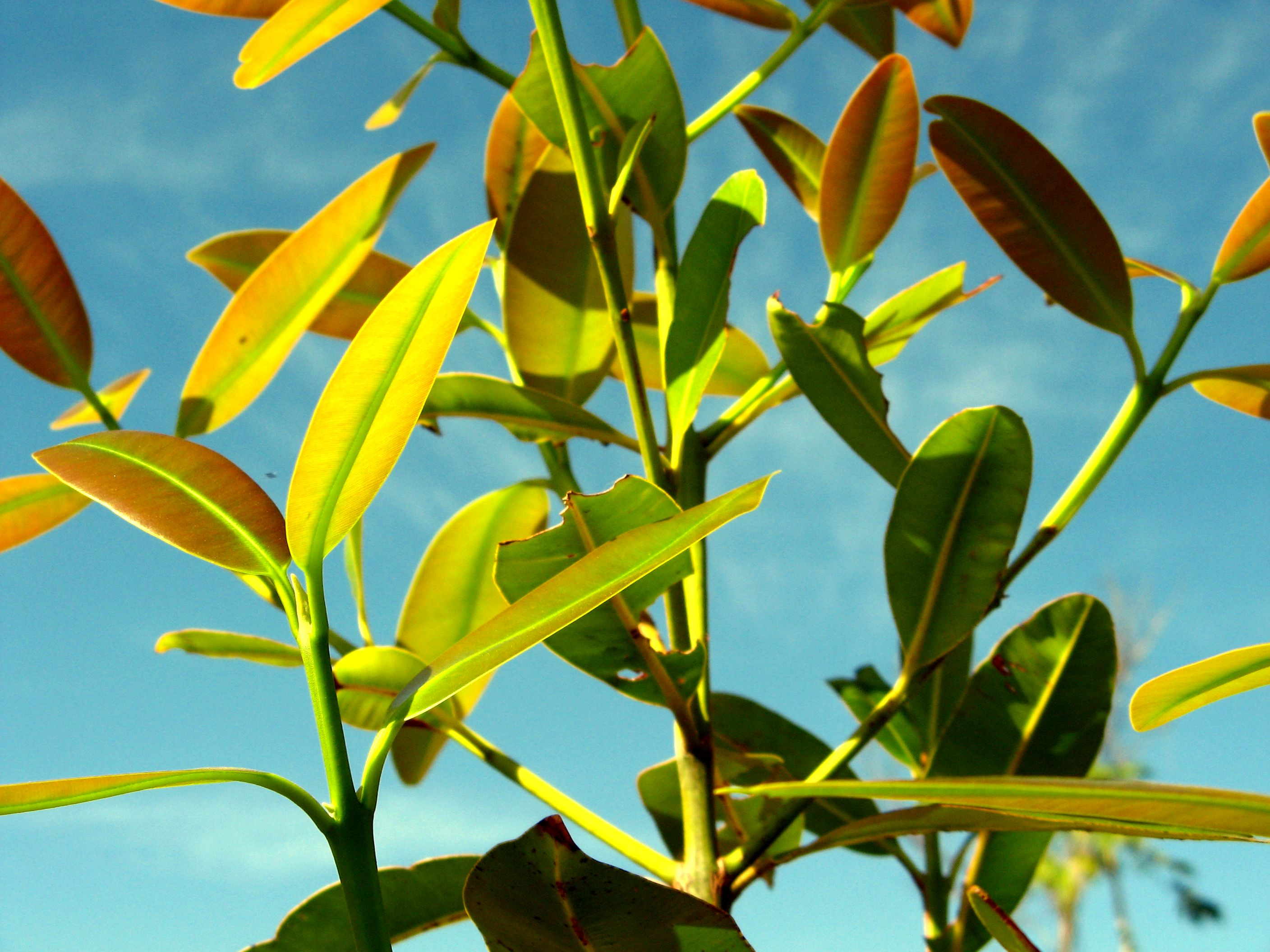
Detalhe de folhas de guanandi plantado. Mocóca-SP
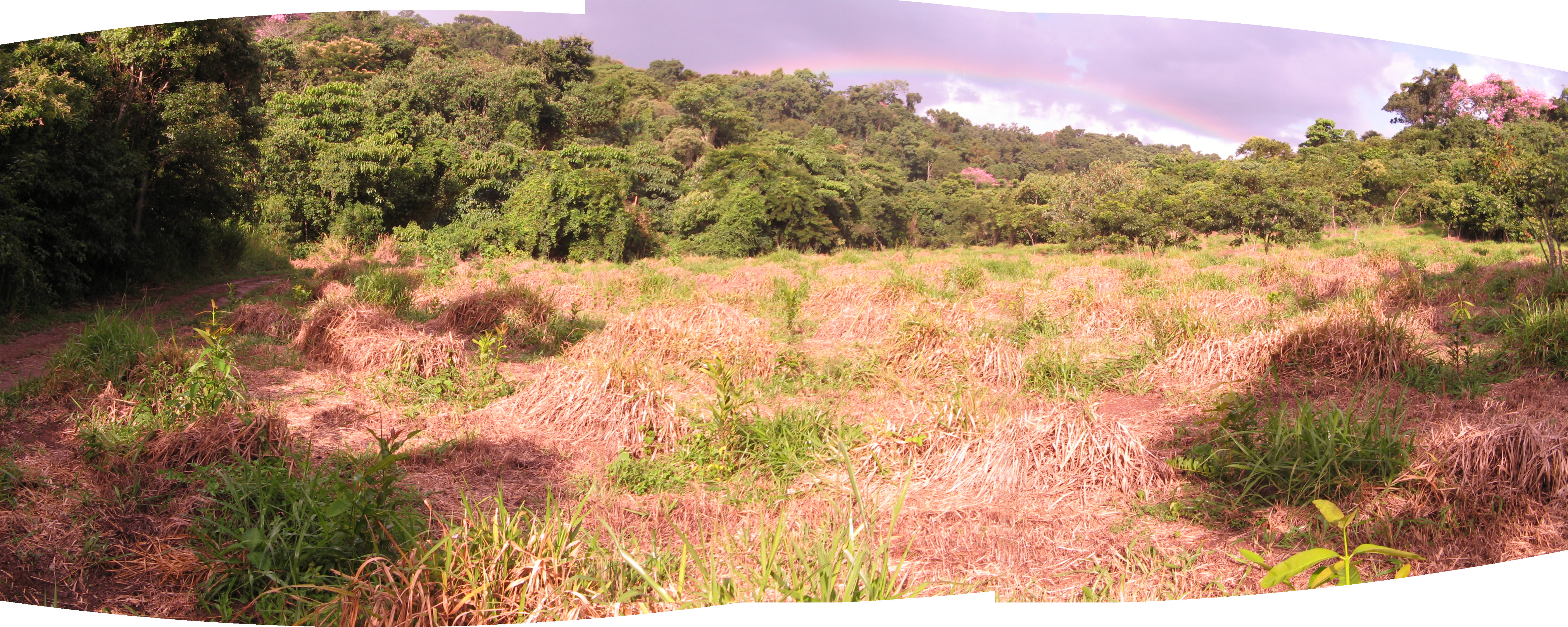
Campo de guanandi em talhão de fazenda em Mocóca, respeitando e recompondo floresta primária, agricultura de impacto altamente positivo
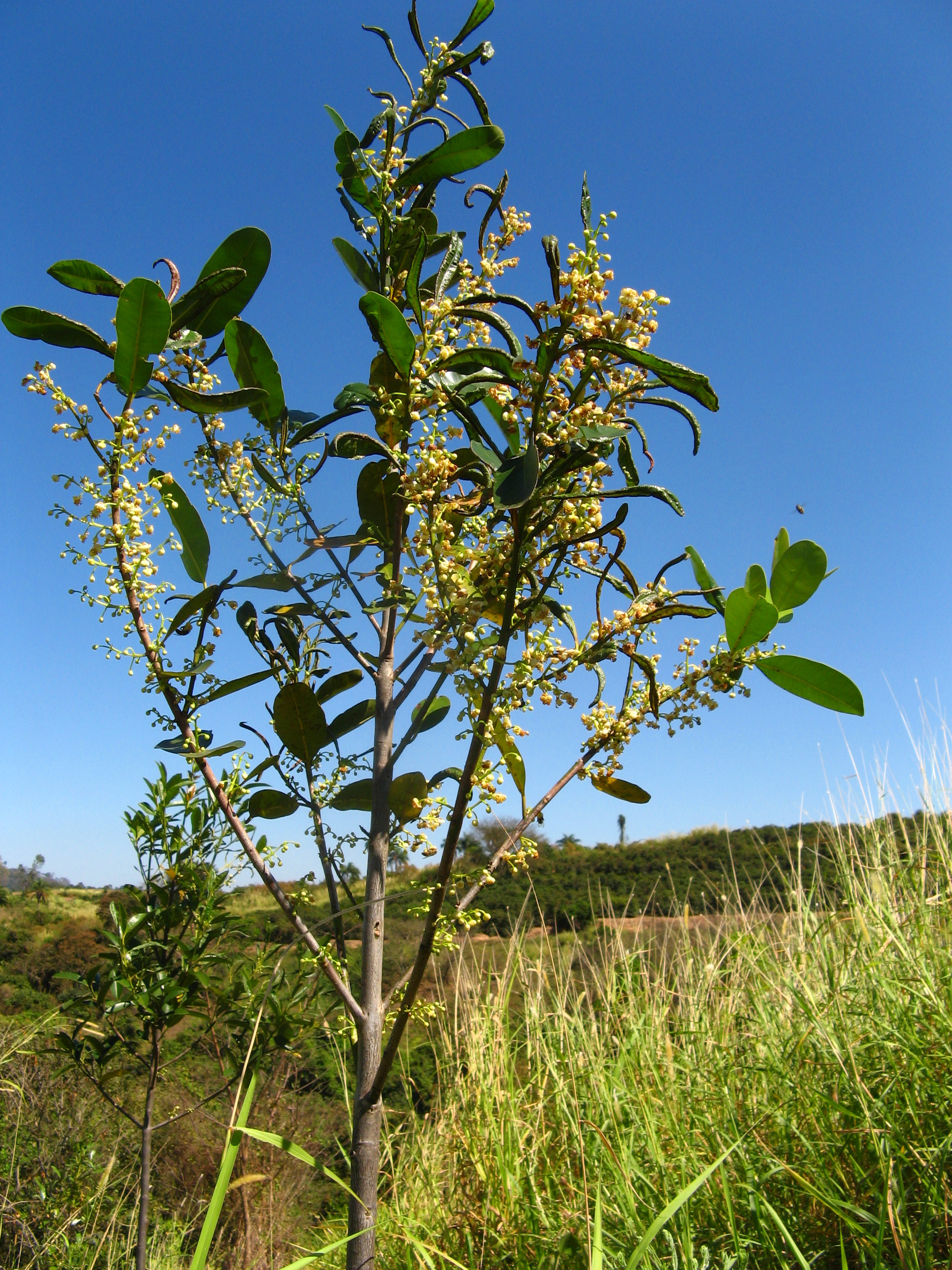
Guanandi plantado aos quatro anos de idade e bastante florido. Mocóca-SP
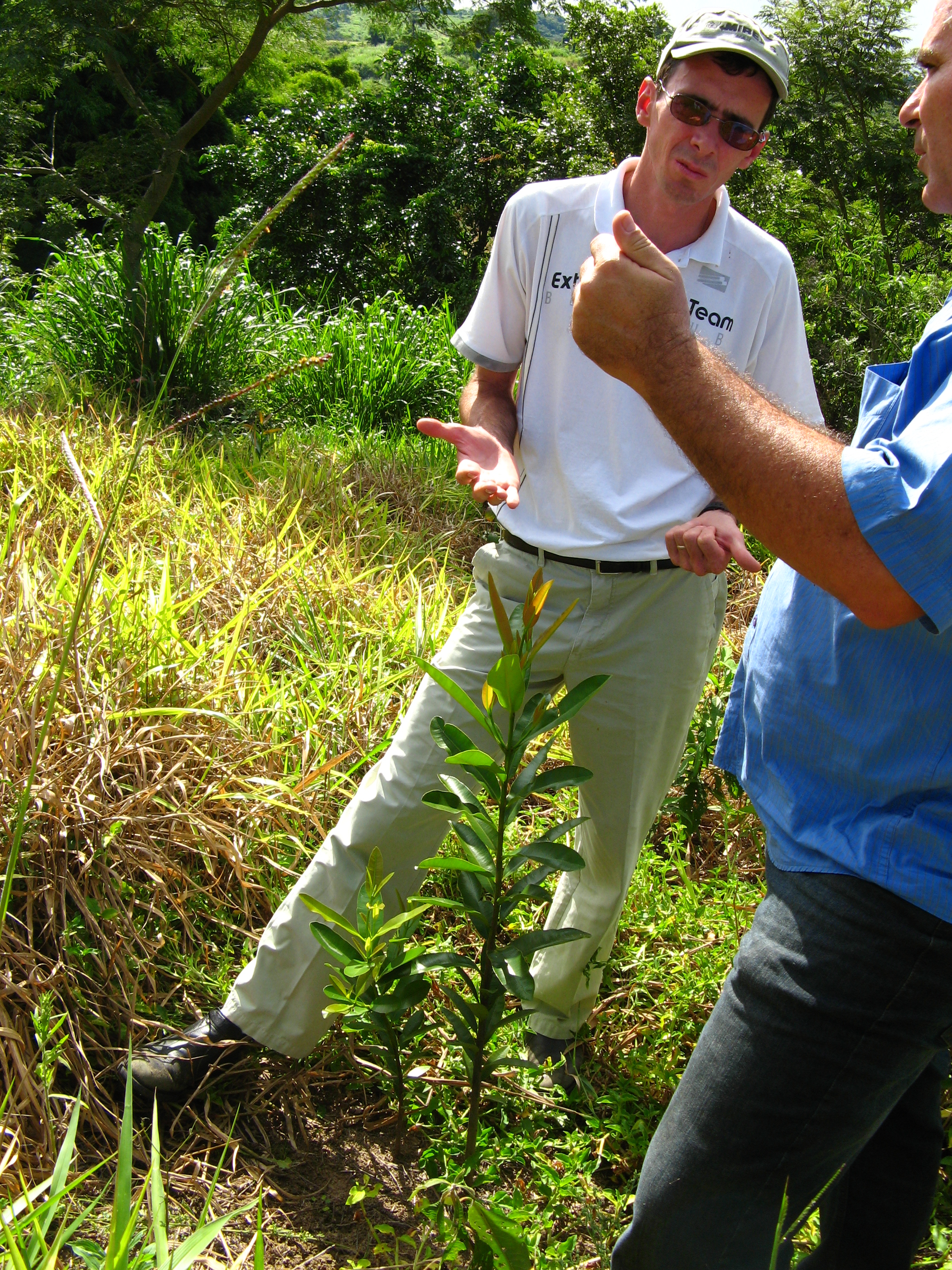
Seleção natural de guanandis permite escolha das árvores a serem clonadas. Mocóca-SP
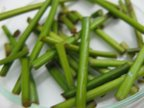
Detalhe de material colhido, dará origem...
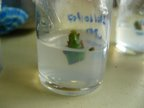
a partes, que regeneradas produzem clones das árvores ótimas, melhorando o resultado final do plantio. Embrapa Colombo-PR
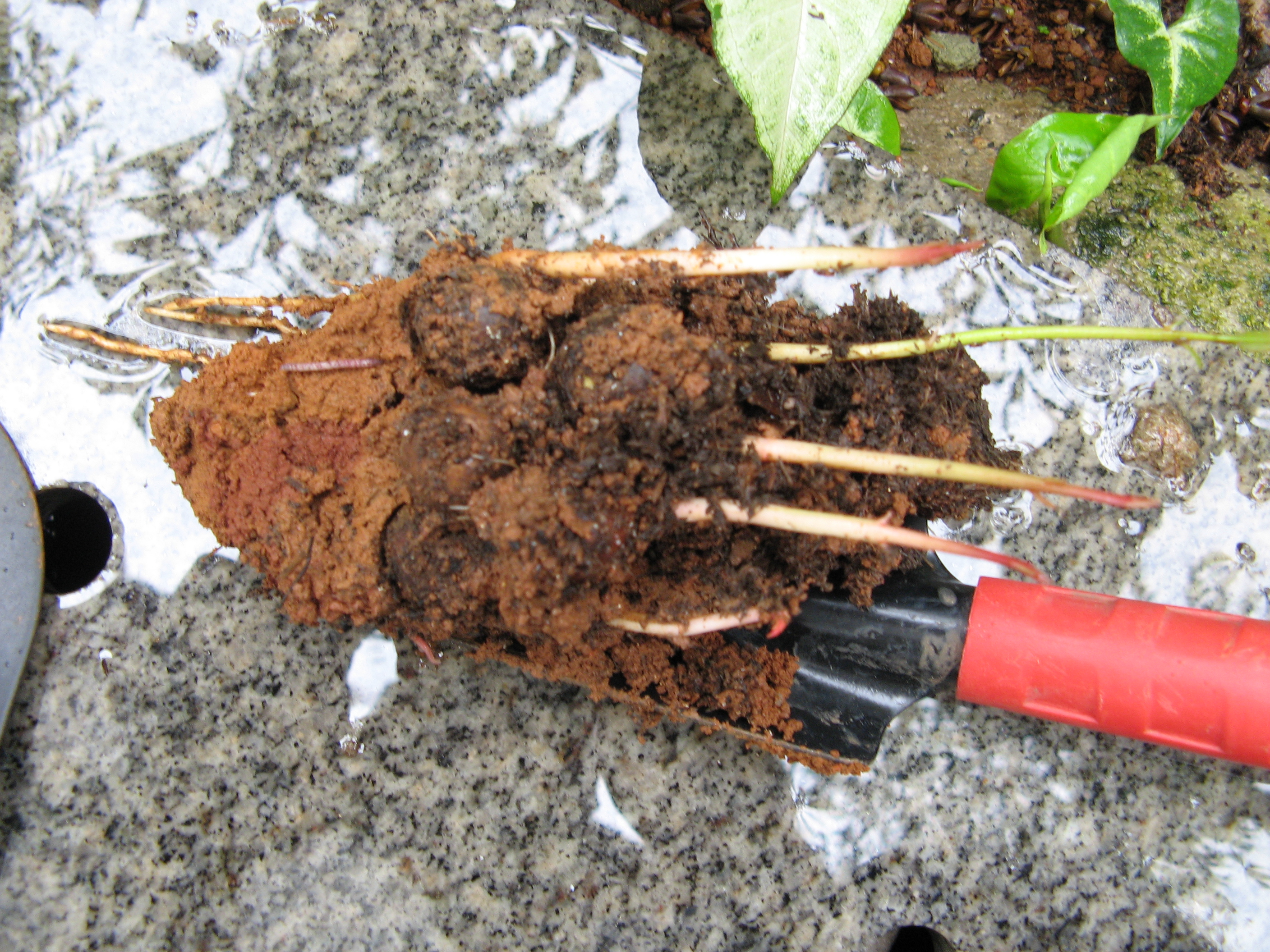
Germinação explosiva de guanandi
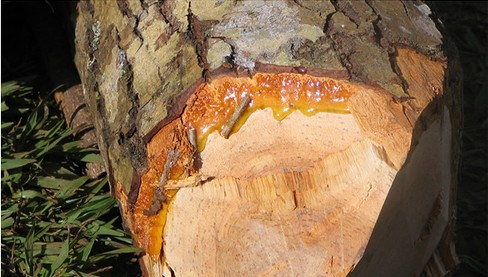
Seiva exsudada pela casca, medicinal
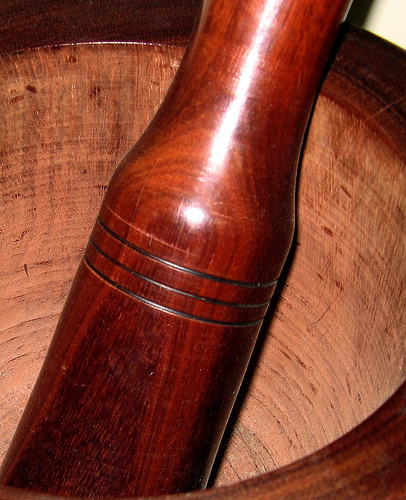
Detalhe da madeira envernizada de guanandi em pilão
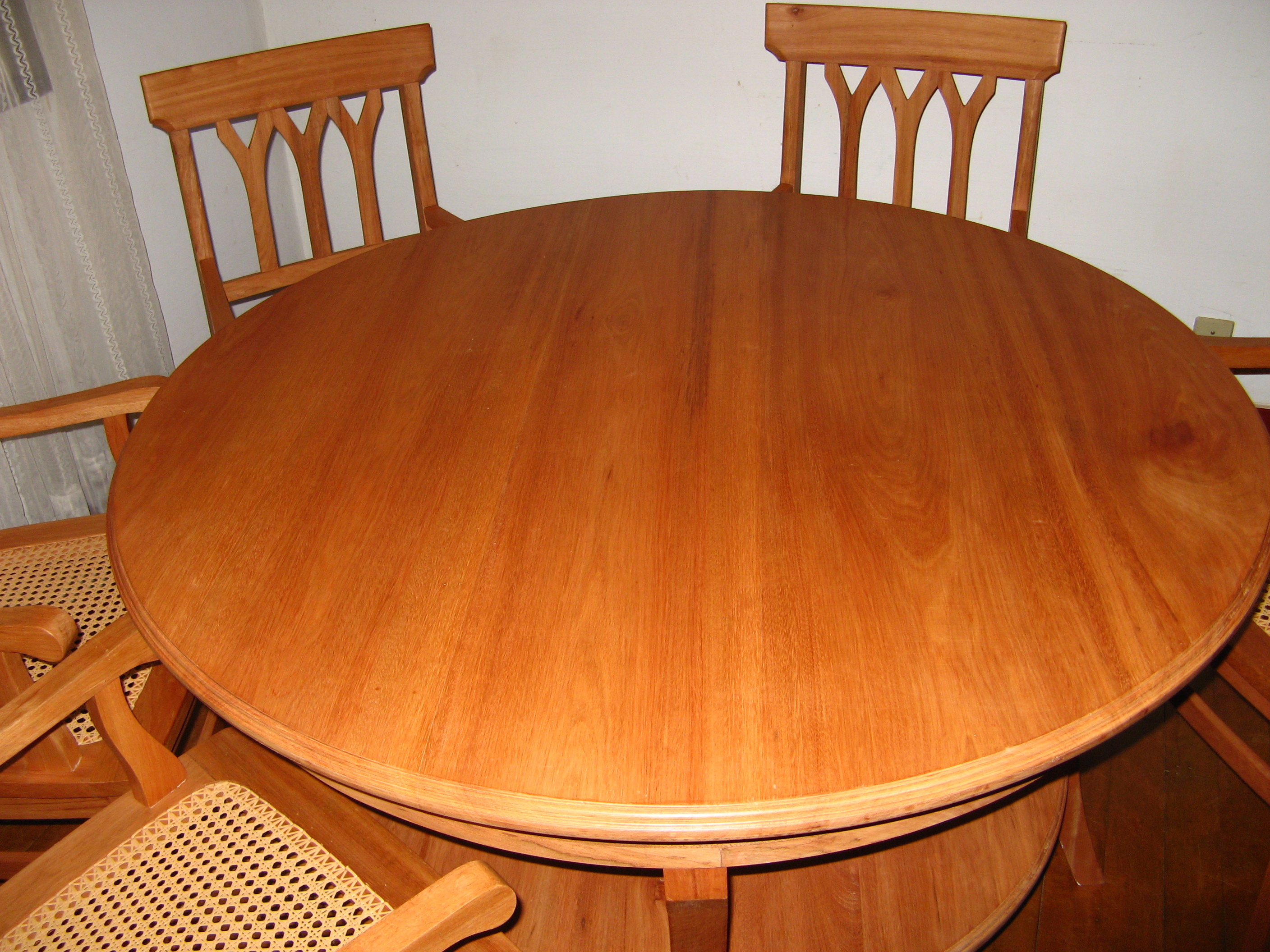
Mesa e cadeiras em guanandi maciço apenas polido
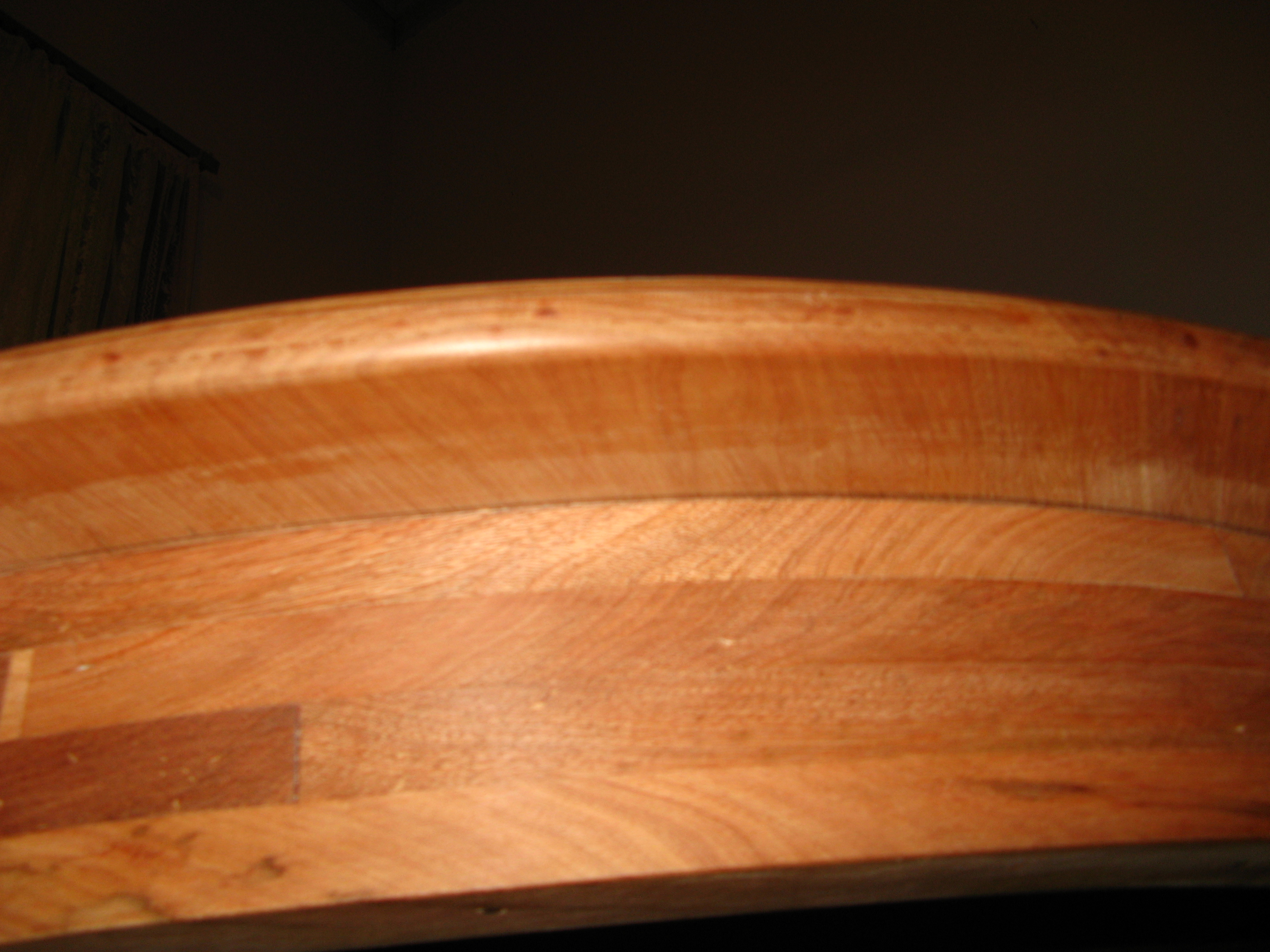
Detalhe de ótimo acabamento da mesa em madeira de guanandi, possível usando-se desbastes de galhos